# Głogów
Głogów (łac. Glogovia, niem. Glogau, cz. Hlohov) – miasto w zachodniej Polsce, w województwie dolnośląskim, położone na Dolnym Śląsku, siedziba powiatu głogowskiego oraz gminy wiejskiej Głogów. Umiejscowione nad rzeką Odrą. Miasto usytuowane jest na obszarze Legnicko-Głogowskiego Okręgu Miedziowego.

## Położenie Głogowa

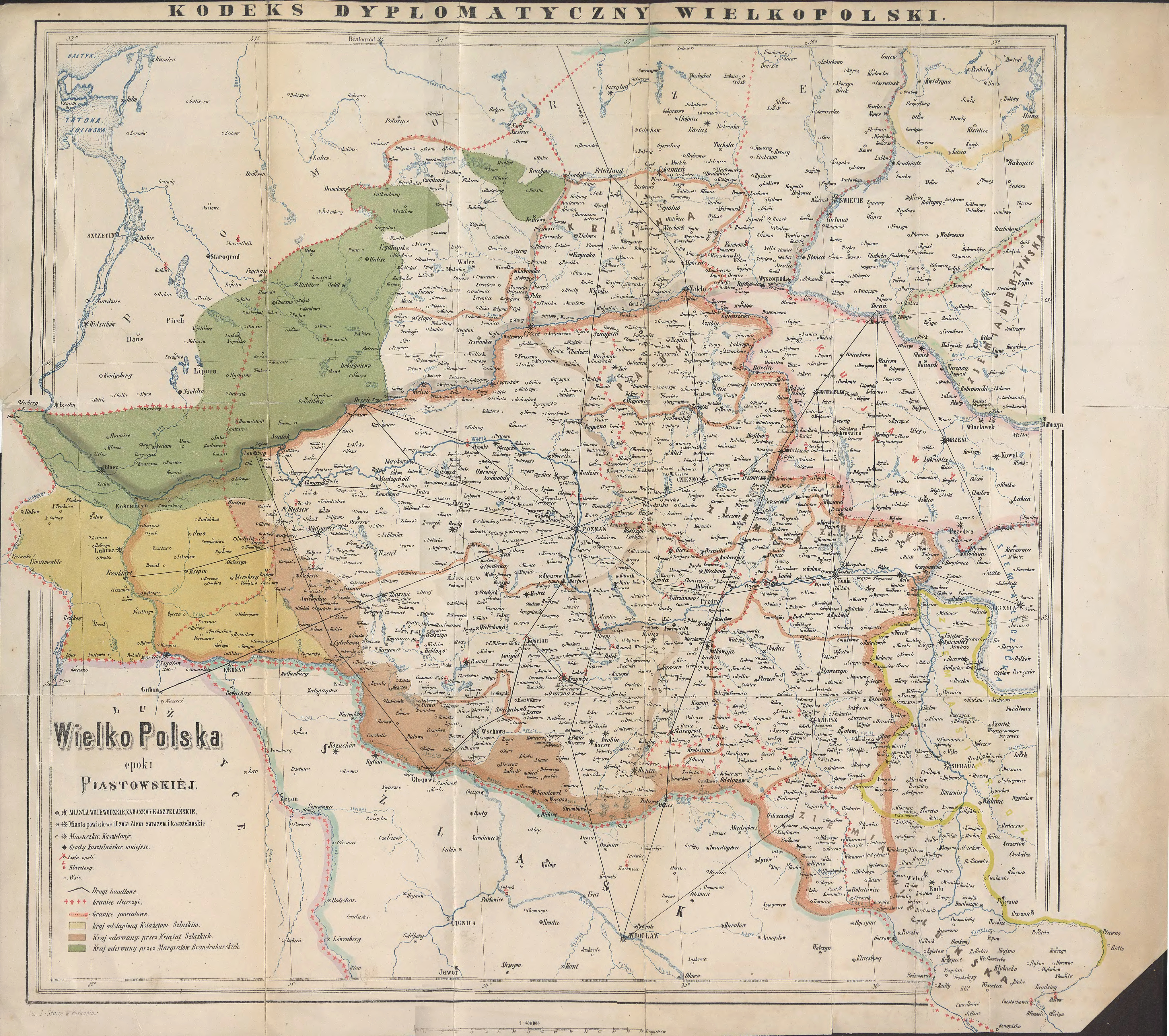
Głogów jako Głogowa na granicy Wielkopolski i Śląska na historycznej mapie sporządzonej w 1888 roku według danych zaczerpniętych z Kodeksu dyplomatycznego.

Miasto Głogów leży geograficznie na Pradolinie Głogowskiej przy rzece Odrze, w nizinie o nazwie Obniżenie Milecko-Głogowskie. Głogów należy do przemysłowego obszaru Legnicko-Głogowskiego Okręgu Miedziowego. Jest miastem o statusie gminy miejskiej, która się mieści w powiecie głogowskim w północno-zachodniej części województwa dolnośląskiego.
Jego położenia ekonomiczne ma charakter hutniczo-górnicze ze względu na bliskie położenie z hutą i z okolicznymi kopalniami miedziowymi. Duże znaczenie ekonomiczne dla Głogowa ma pozycja przemysłowa i usługowa, ponieważ są to nieodłączne cechy stabilnego rozwoju tego miasta.
Powierzchnia miasta wynosi 35,12 km². Graniczy z okolicznymi gminami, są to: Głogów (gmina wiejska), Jerzmanowa, Kotla, Żukowice.
Przez miasto Głogów przebiegają kluczowe drogi:
1. Droga krajowa nr 12 – łączy Głogów z Lesznem i Kaliszem, wspierając ruch lokalny i tranzytowy;
2. Droga wojewódzka nr 292 – prowadzi z Nowej Soli do Głogowa, zapewniając ważne połączenie regionalne;
3. Droga wojewódzka nr 319 – łączy Głogów z miejscowościami takimi jak Stare Strącze, wspierając komunikację lokalną.

Dodatkowo, planowana jest budowa obwodnicy Głogowa w ciągu DK12, która ma na celu wyeliminowanie ruchu tranzytowego z centrum miasta.

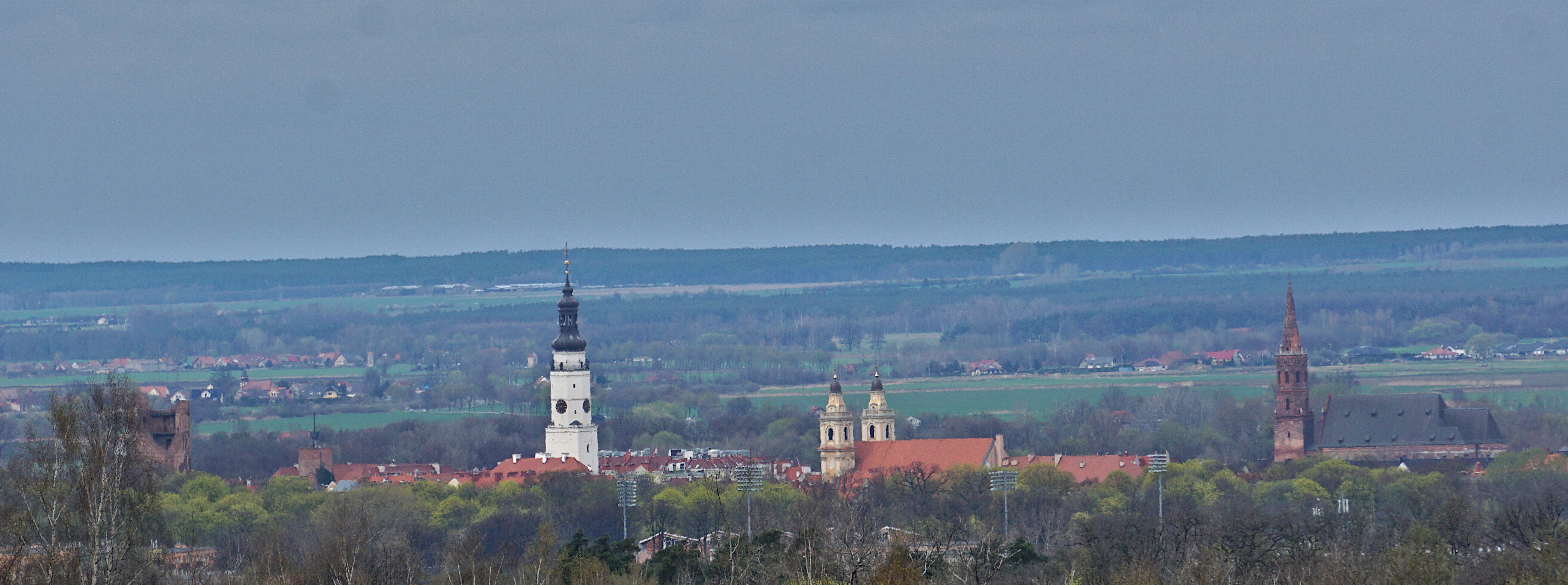
Starówka Głogowa widziana z poligonu Górkowo

## Walory naturalne
Walory przyrodnicze miasta stanowią: szata roślinna i zwierzęca, gleby, wody i urozmaicony krajobraz. System zieleni tworzą parki (wokół Starego Miasta i kanału Sępolno), zieleń łęgowa nad Odrą i w Ostrowie Tumskim, niewielkie kompleksy lasów, ogrody działkowe oraz w ostatnich latach system zieleni izolacyjnej wokół hut miedzi. W obrębie miasta znajduje się szesnaście pomników przyrody. Tereny nadodrzańskie stanowią biologicznie czynne kompleksy i są ostoją ptactwa wodnego.
Podstawowe kompleksy roślin występują w następujących głównych grupach (W.Szafer):
- roślinność dna doliny Odry, którą tworzą zarośla wierzbowe. Wyższe terasy doliny Odry zajmują przeważnie łąki i lasy (głównie liściaste),
- roślinność Wzgórz Dalkowskich, w pobliżu których przebiegają granice naturalnych zasięgów drzew (świerk górski, jodła, olsza szara). Wzgórza porastają lasy świerkowe i bukowe,
- na południe i południowy zachód od pasa Wzgórz Dalkowskich rozciąga się jednostajnie płaska kraina torfowisk.

Jakość środowiska wpływa znacząco na samopoczucie i zdrowie jego mieszkańców. Ogólnie w ostatnich latach ulega poprawie. Inwestycje proekologiczne w Hucie Miedzi („Modernizacja Wydziału Ołowiu”, „Instalacja odsiarczania elektrociepłowni HM „Głogów”) oraz coraz częstsze wykorzystywanie do celów grzewczych i technologicznych paliw ekologicznych ograniczyły emisję zanieczyszczeń do atmosfery.

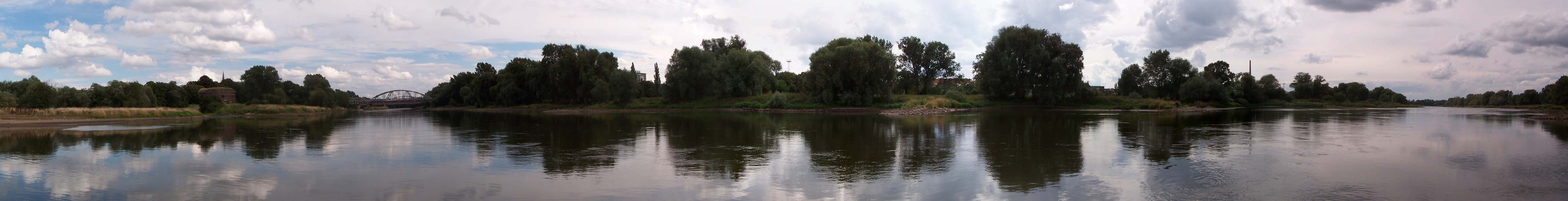
Odra w Głogowie

## Demografia
- Wykres liczby ludności miasta Głogów na przestrzeni ostatnich 85 lat.

Największą populację Głogowa odnotowano w 1996 r. – według danych GUS 74 390 mieszkańców.
Od 1996 roku liczba mieszkańców Głogowa spadła o 11 504 osoby, spowodowana głównie ujemnym saldem migracji.

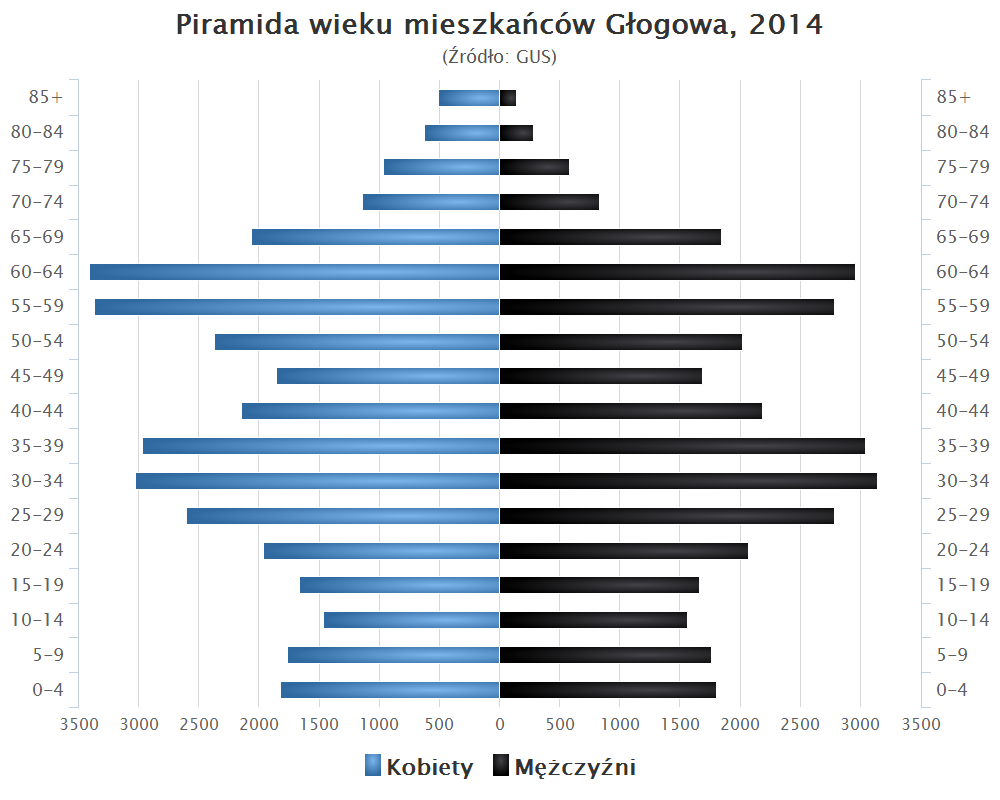
Piramida wieku mieszkańców Głogowa w 2014 roku

Kolejny rok z rzędu liczba mieszkańców Głogowa utrzymuje się poniżej 70 000 osób. Kobiet jest o 2302 więcej niż mężczyzn. Czasowo na terenie miasta zameldowane są 1122 osoby. W porównaniu z 2007 liczba mieszkańców zmalała o 506 osób (w 2007 r. było ich 69 978).
W 2008 urodziło się 790 dzieci, o 53 dzieci więcej rok wcześniej (w 2007 r. było ich 737). W tym samym okresie zmarło 510 osób.
Przyrost naturalny wynosi więc 280 osób, a spadek liczby mieszkańców jest wynikiem migracji, głównie ludzi młodych, poza Głogów.
Ma to związek z pozostawaniem wykształconych młodych ludzi w dużych miastach, siedzibach uczelni oraz z budowaniem domów na terenie ościennych gmin, głównie: Gmina Głogów, Gmina Jerzmanowa, Gmina Radwanice, Gmina Grębocice.
Informacja o ludności Głogowa na dzień 31.12.2010 r.
Liczba mieszkańców Głogowa zameldowanych na pobyt stały – 68 811, w tym 56 cudzoziemców zameldowanych na pobyt stały.
W porównaniu z rokiem 2009 liczba mieszkańców zmalała o 341 osób (w 2009 r. – 69 152 osoby). Liczba osób z podziałem na płeć: kobiet – 35 702, mężczyzn – 33 109 (kobiet jest o 2593 więcej niż mężczyzn). Na pobyt czasowy na terenie Głogowa zameldowanych jest 1477 osób.
W roku 2010 urodziło się 779 dzieci (w roku 2009 – 787 dzieci), tj. o 8 dzieci mniej niż w roku 2009, w tym: chłopcy – 369, dziewczynki – 410
Zmarło 500 osób (w roku 2009 – 486 osób, tj. więcej o 14 osób). Przyrost naturalny wynosi więc 279 osób.
Spadek liczby mieszkańców jest wynikiem migracji głównie ludzi młodych, poza Głogów. Ma to związek z pozostawaniem wykształconych młodych ludzi po ukończeniu studiów, w dużych miastach, jak również z wyprowadzeniem się poza Głogów, w związku z budową domów na terenie ościennych gmin, głównie: Głogów, Jerzmanowa, Radwanice, Grębocice, Serby.
Jako populacja mieszkańcy Głogowa wyraźnie się starzeją:
- liczba mieszkańców w wieku 18 lat i więcej wynosi 56 677 osób, w tym: kobiet 29 746, mężczyzn 26 931,
- liczba mieszkańców do 18 roku życia wynosi – 12 134 osoby,
- liczba osób najstarszych w wieku 70 lat i więcej – 4580 w tym kobiet 2905, mężczyzn 1675,
- liczba mieszkańców w wieku 90 lat i więcej 104 osoby, w tym kobiet 87, mężczyzn 17.

Najwięcej żyjących mieszkańców jest w grupie urodzonych:
- w 1955 roku – 1391 osób, w tym 609 mężczyzn i 782 kobiet,
- w 1951 roku – 1374 osoby, w tym 640 mężczyzn i 734 kobiet,
- w 1953 roku – 1364 osoby, w tym 621 mężczyzn i 743 kobiet,
- w 1952 roku – 1350 osób, w tym 637 mężczyzn i 713 kobiet,
- w 1977 roku – 1344 osoby, w tym 695 mężczyzn i 649 kobiet,
- w 1981 roku – 1298 osoby, w tym 643 mężczyzn i 655 kobiet,
- w 1978 roku – 1297 osób, w tym 685 mężczyzn i 612 kobiet,
- w 1980 roku – 1285 osób, w tym 673 mężczyzn i 612 kobiet.

Od 2006 roku liczba urodzeń przedstawia się następująco:
- 2001 r. – 605 dzieci,
- 2002 r. – 598 dzieci,
- 2003 r. – 577 dzieci,
- 2004 r. – 628 dzieci,
- 2005 r. – 676 dzieci,
- 2006 r. – 743 dzieci,
- 2007 r. – 737 dzieci,
- 2008 r. – 790 dzieci,
- 2009 r. – 787 dzieci,
- 2010 r. – 779 dzieci,
- 2014 r. – 667 dzieci.

Najwięcej mieszkańców mieszka na ulicach:
- Kosmonautów Polskich – 3877,
- Armii Krajowej – 2743,
- Orbitalnej – 2569,
- Obrońców Pokoju – 2538,
- alei Wolności – 2441,
- Gwiaździstej – 2313.

Istnieją również ulice, gdzie mieszka tylko kilka osób, np. Brzozowa, Bukowa, Dobra, Geodezyjna, Kossaka, Bolesława Wysokiego, Konopnickiej, Krawiecka, Księdza Novarese, Nadbrzeżna, Narciarska, Piaskowa, Topolowa, Wierzbowa.

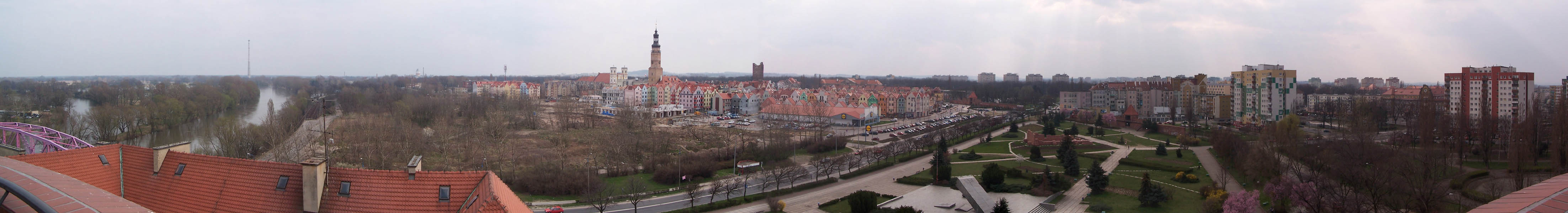
Panorama Głogowa z wieży zamkowej – marzec 2007

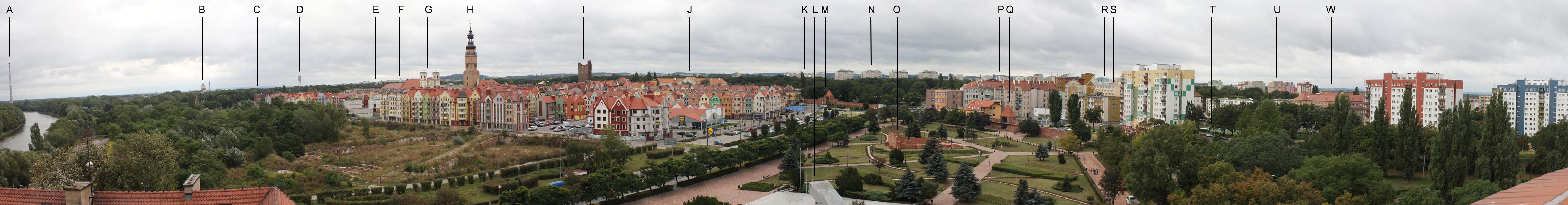
Panorama Głogowa z wieży zamkowej – wrzesień 2009

## Toponimika nazwy miasta

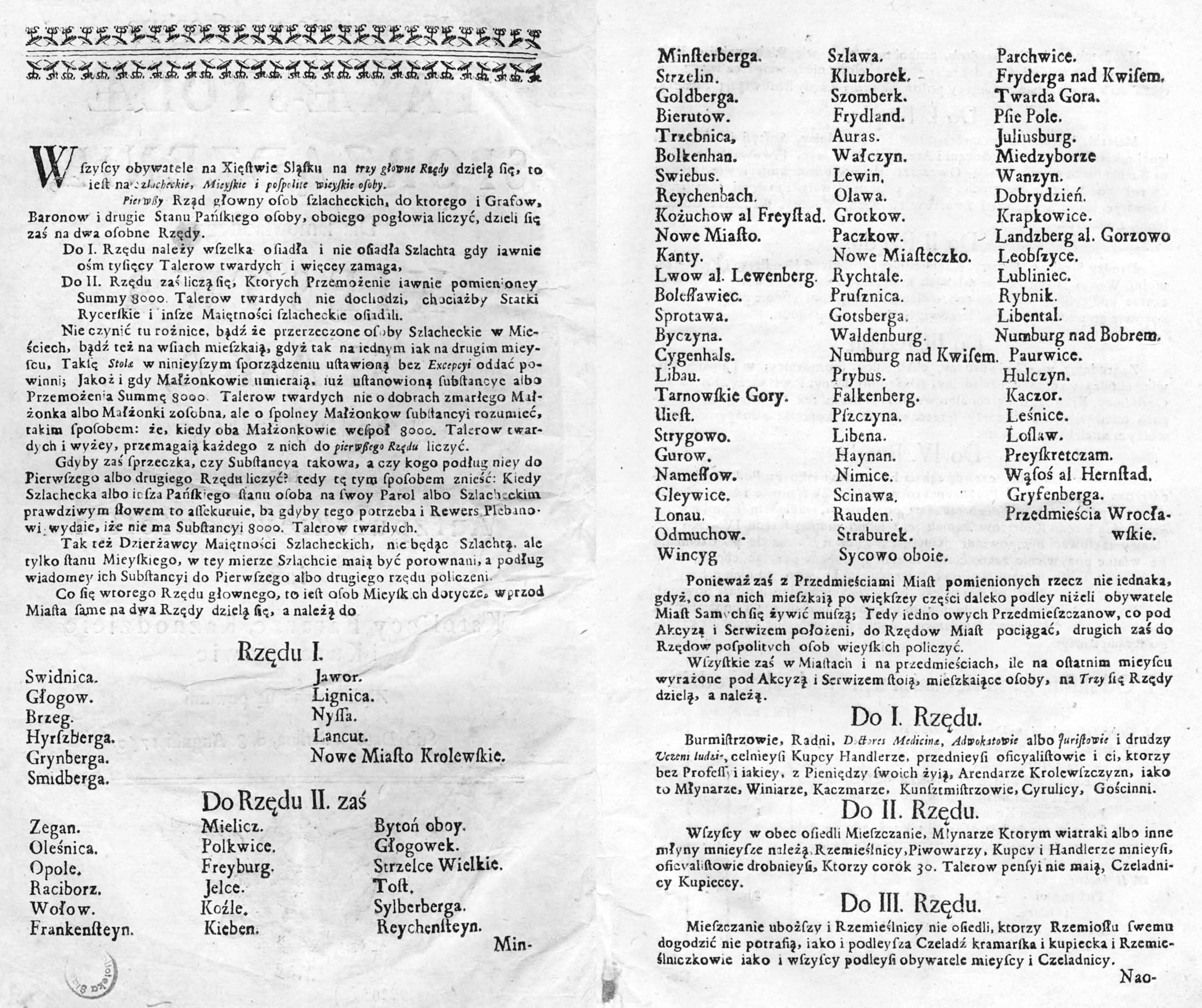
Głogów wśród innych nazw śląskich miejscowości w urzędowym pruskim dokumencie z 1750 roku wydanym w języku polskim w Berlinie.

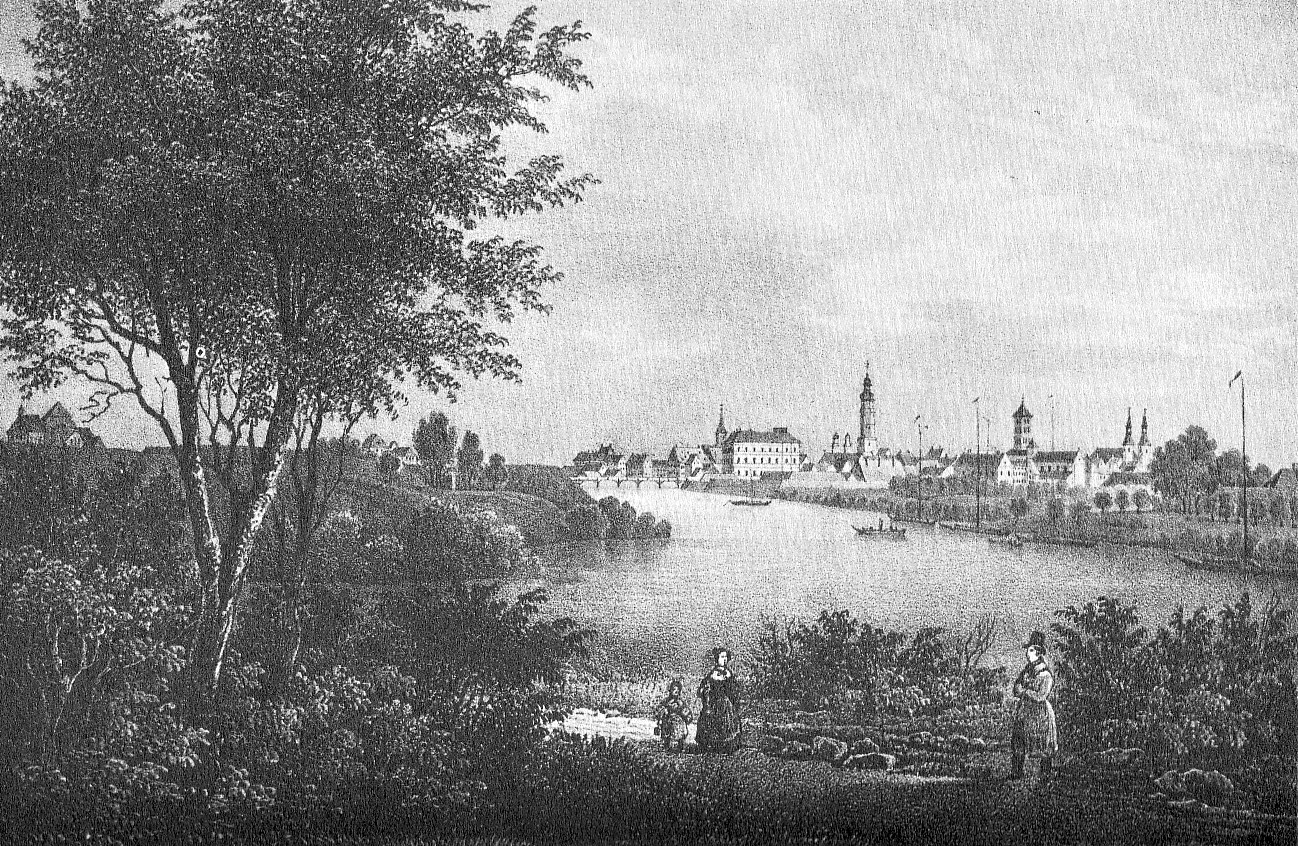
Historyczny widok Głogowa staloryt, 1850 r.

Nazwa miasta pochodzi od słowa glogh, które oznacza cierń lub kolec. Początkowo głogiem nazywano wszystkie krzewy kłujące, aby z czasem zawęzić tę nazwę do jednej rośliny głogu. Odnosi się ona do właściwości terenów, na których miejscowość została założona i ma związek z roślinnością charakterystyczną dla tego obszaru – teren porośnięty głogiem. Niemiecki nauczyciel Heinrich Adamy swoim dziele o nazwach miejscowości na Śląsku wydanym w 1888 roku we Wrocławiu wymienia nazwę miasta zanotowaną w dokumencie z 1213 roku Glogow.
Nazwę miasta w zlatynizowanej formie cum urbem Glogua oraz urbs Glogus notuje Kronika Thietmara w roku 1010. W 1120 roku wzmiankowany był duce Woyslao Glogoviensi. Później występują także inne warianty tej nazwy: Glogov (1155), castra Glogova (1157) oraz Glogou w roku 1208 w falsyfikacie dokumentu z XIV w. W średniowieczu występowała również nazwa w formie żeńskiej Głogowa.
Na przestrzeni dziejów występowały następujące niemieckie formy nazwy miasta od XI do XX w. – Glogau oraz Gross-Glogau (XV–XIX w.). W roku 1613 śląski regionalista i historyk Mikołaj Henel z Prudnika wymienił miejscowość w swoim dziele o geografii Śląska pt. Silesiographia podając jej łacińskie nazwy: Glogovia, Glogovia Maior.
W spisanych po łacinie dokumentach średniowiecznych z 1242 oraz 1318 roku miasto wymienione jest pod nazwą Glogouia. Nazwę miejscowości w zlatynizowanej staropolskiej formie Glogovia notuje spisana po łacinie w latach 1269–1273 Księga henrykowska.
Nazwę miejscowości w zlatynizowanej formie Glogovia wymienia spisany ok. 1300 roku średniowieczny łaciński utwór opisujący żywot świętej Jadwigi Vita Sanctae Hedwigis. Około 1300–1305 r. w łacińskiej Liber fundationis episcopatus Vratislaviensis (pol. „Księdze uposażeń biskupstwa wrocławskiego”) miejscowość wymieniona jest w zlatynizowanej formie Glogovia. Źródło to wymienia również wsie, które obecnie zostały wchłonięte przez miasto i stanowią jego części bądź dzielnice jak Wróblin Głogowski pod nazwą Wroblino, Obora, Brzostów zanotowany pod nazwą Brustow oraz Krzepów zapisany w formie Crzepowo.
W pruskim urzędowym dokumencie z 1750 roku wydanym języku polskim w Berlinie przez Fryderyka Wielkiego miasto wymienione jest pośród innych śląskich miejscowości jako Glogow. Późniejsza nazwa niemiecka Glogau jest zgermanizowaną nazwą pierwotnej słowiańskiej i nie ma ona znaczenia w języku niemieckim. Stała się ona urzędową nazwą miasta dopiero po zajęciu Śląska przez Królestwo Prus w wyniku trzech wojen śląskich z Monarchią Habsburgów. Nazwę Głogow w książce „Krótki rys jeografii Szląska dla nauki początkowej” wydanej w Głogówku w 1847 wymienił górnośląski pisarz Józef Lompa.
Słownik geograficzny Królestwa Polskiego wydany pod koniec wieku XIX podaje wiele wariantów nazw miejscowości: niemiecką Glogau oraz polskie – Głogów, Głogówek na Szląsku, a także Głogów Dolny lub Wielki oraz w formie żeńskiej Głogowa Dolna lub Wielka, a po niemiecku Gross-Glogau i Ober-Glogau oraz Klein-Glogau.

## Historia
Niektóre hipotezy skłaniają się do poglądu, że osada Lugidunum z mapy Ptolemeusza może być Głogowem – miejscowość ta zdaniem niektórych została odwzorowana w dziele „Geografia” Klaudiusza Ptolemeusza z lat 142–147 naszej ery. O tym że miejscowość ta była Głogowem, informuje kompendium Lexicon Universale oraz wynika to z jej położenia względem innych zidentyfikowanych miejscowości Śląska, jednakże inne źródła identyfikują Lugidunum z Legnicą. Jest to jednak przypuszczenie, ponieważ mapa Ptolemeusza jest bardzo niedokładna.

### Czasy piastowskie i jagiellońskie

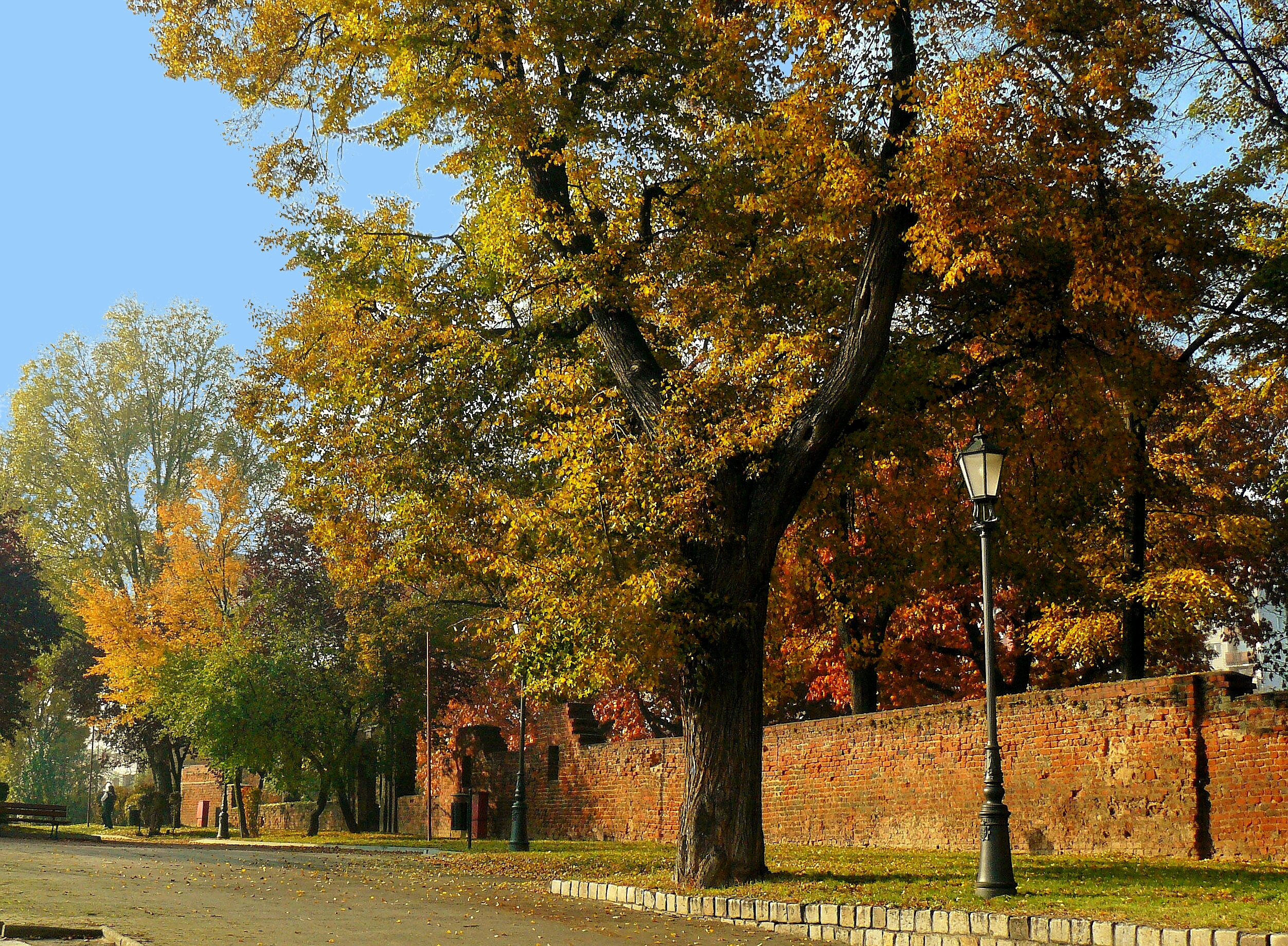
Średniowieczny system murów obronnych w pobliżu zamku

Głogów jest jedną ze starszych miejscowości na terenie Polski. Najstarszy głogowski gród założony został w X wieku przez słowiańskie plemię Dziadoszan i położony był na prawym brzegu Baryczy. Plemienny gród został zdobyty przez Mieszka I, który około 989 roku zbudował nowy większy gród w widłach Baryczy i Odry na terenie dzisiejszej kolegiaty na Ostrowie Tumskim. Gród miał kształt owalu o wymiarach 108 × 78 metrów. Wnętrze szczelnie zajmowały liczne budynki o konstrukcji zrębowej ustawione równolegle do ulicy, a w miejscu dzisiejszej kolegiaty istniał niewielki kamienny kościół.
W latach 1010 i 1017 wojska niemieckie Henryka II znalazły się dwukrotnie pod grodem w Głogowie. Do oblężenia grodu jednak nie doszło, o czym wspomina Thietmar z Merseburga. Najsłynniejszą z walk o Głogów jest obrona miasta w roku 1109 przed wojskami króla niemieckiego Henryka V.
W roku 1157 Głogów zdobyty został przez Fryderyka I Barbarossę, który spalił gród.

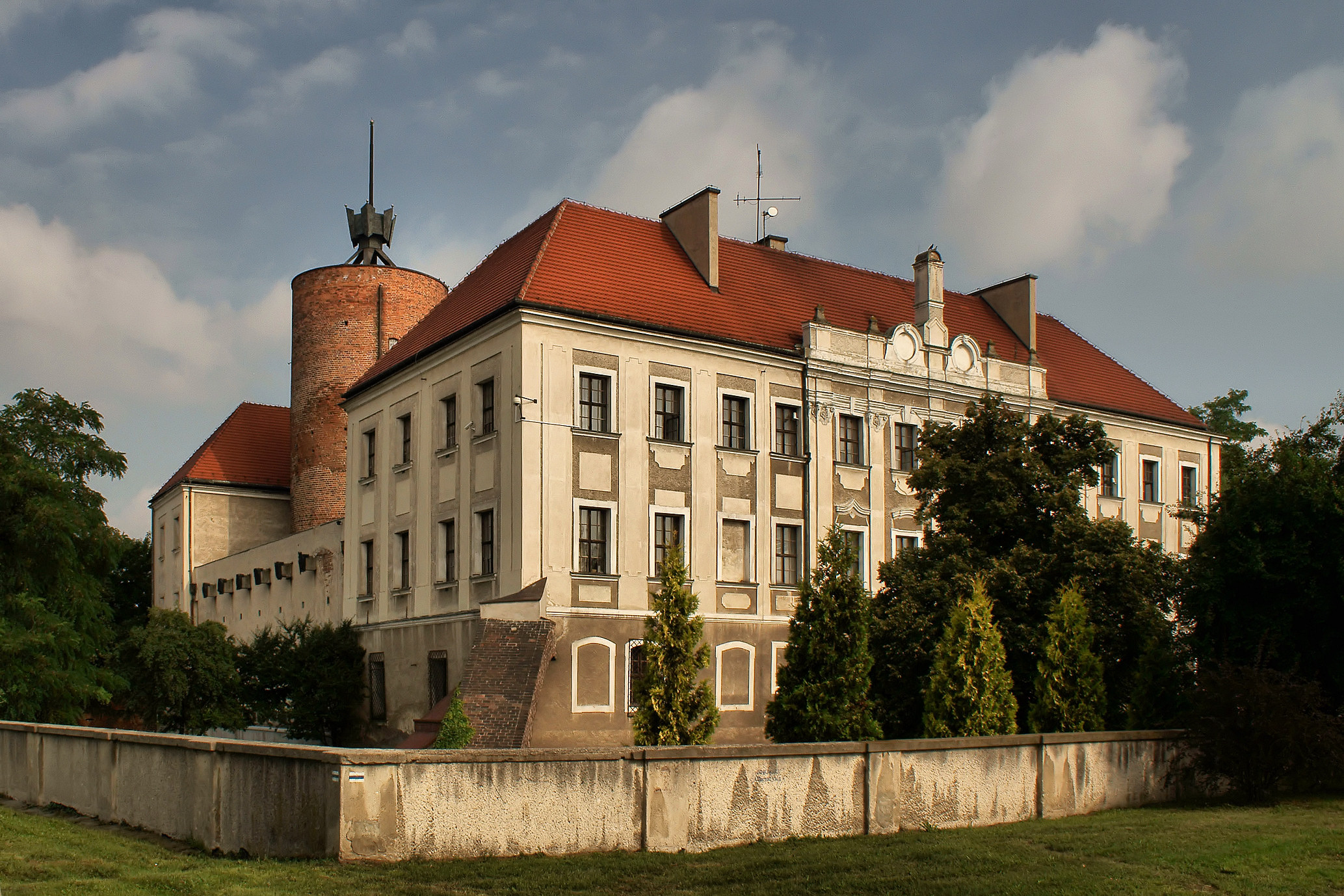
Zamek Książąt Głogowskich, obecnie Muzeum Archeologiczno-Historyczne

Od 1251 r. Głogów był stolicą księstwa głogowskiego, jednego z trzech samodzielnych na Dolnym Śląsku.
W 1202 roku wzmiankowany był po raz pierwszy kasztelan, którym był Andrzej, kolejni to m.in. Gebhard I Wezenborg (1206–1217), Przecław (1218–1223), Mojko (1239), Bozanta (1240), Jaksa (1242), Mirosław (1248), Gebhard II Wezenborg (1260) W mieście książę Konrad I zbudował pierwszy murowany zamek książęcy siedzibę kasztelanii. W spisanym po łacinie dokumencie średniowiecznym księcia Bolesława Rogatki z 1242 roku wymieniony jest Jaksa kasztelan głogowski we fragmencie Jaxa castellano in Glogouia. W roku 1253 książę kazał założyć w miejscu istniejących na lewym brzegu rzeki osad miejscowość z prawem miejskim magdeburskim.
W XVI w. wymarła głogowska linia Piastów śląskich, której ostatnim przedstawicielem był Jan II Szalony.
W 1462 odbył się zjazd głogowski z udziałem króla Polski Kazimierza IV Jagiellończyka i króla Czech Jerzego z Podiebradów zwieńczony zawarciem sojuszu obronnego przeciw ewentualnej agresji osmańskiej. W latach 1491–1506 rządzili tu Jagiellonowie, Jan Olbracht i Zygmunt Stary, późniejsi królowie polscy. Później miasto podlegało Jagiellonom czeskim, a następnie Habsburgom.

### Nowożytność, XIX wiek i początek XX wieku

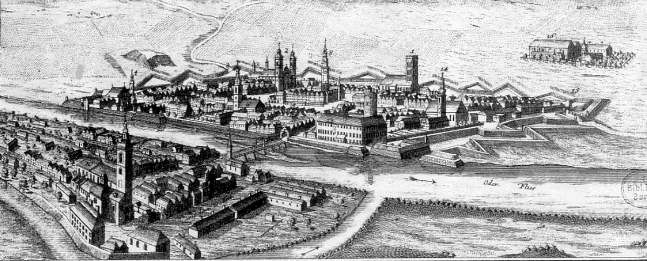
Głogów, XVII w.

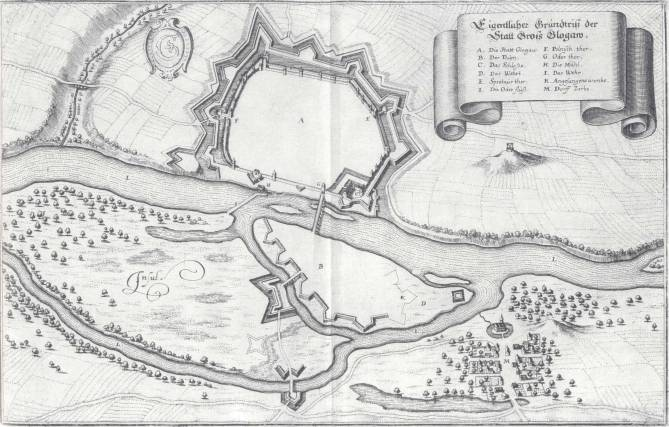
Plan fortyfikacji Głogowa, 1650 r.

Mapa miasta i twierdzy Głogów (1760)

W połowie XVII w., w czasie wojny trzydziestoletniej, Głogów zamieniony został w twierdzę. Był oblegany i zdobywany przez wojska pruskie, francuskie, rosyjskie, szwedzkie i austriackie.
Od roku 1740, po wojnach śląskich podlegał pruskim Hohenzollernom, jak i większość Śląska.
Umocnienia twierdzy z zaledwie czterema przejściami w postaci bram Dworcowej, Odrzańskiej, Pruskiej i Wrocławskiej zahamowały na wiele lat rozwój miasta.
Pierwsza drukarnia w Głogowie została założona prawdopodobnie około 1606 przez Joachima i Wiganta Funchów i działała do wojny trzydziestoletniej. Kolejna drukarnia powstała w 1676. W XIX wieku drukarstwo stało się ważną gałęzią przemysłu w Głogowie. W 1862 w mieście zaczęło się ukazywać czasopismo naukowo-kulturalne „Schlesische Provinzialblätter – Neue Folge”, będące kontynuacją ważnego dla kultury Śląska periodyku „Schlesische Provinzialblätter”.
W czasie wojen napoleońskich były rozmieszczone w mieście m.in. polskie oddziały Jana Henryka Dąbrowskiego, szwadrony 4 pułku strzelców konnych Księstwa Warszawskiego, najeźdźców z Wielkiej Armii wizytował trzykrotnie Napoleon Bonaparte.

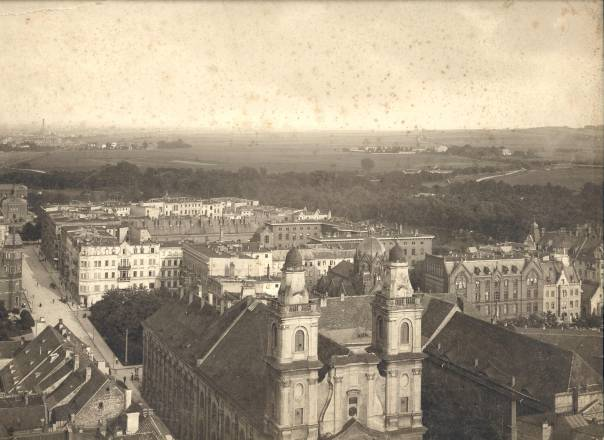
Głogów, 1915 r.

Pomimo prowadzonej polityki germanizacji, okolice Głogowa w XIX w. zachowywały charakter polski. W XIX w. starano się o zniesienie umocnień, lecz dopiero w 1873 r. udało się przesunąć ich granice na wschód, a w 1902 zostały one zniesione, co umożliwiło normalny jego rozwój. Po zlikwidowaniu murów miejskich miasto przeżyło rozwój budowlany, a liczba ludności wzrosła z 24000 około roku 1900 do 33000 w roku 1939. Przewidując taki rozwój wypadków już w roku 1905 władze miasta zaangażowały Josepha Stübbena (1845–1936), jednego z najbardziej cenionych miejskich planistów w ówczesnym Cesarstwie Niemieckim, do stworzenia długookresowego planu rozwoju Stadt Glogau. Za jego przyczyną stworzono w kolejnych latach ciąg zieleni na terenie pozostałym po okalających centrum miasta bastionach. W mieście pracowały fabryka pieców, f. maszyn, f. zegarów i browar.
W 1917 miał miejsce bunt żołnierzy miejscowego garnizonu zwany rewolucją głogowską (Czerwona Rada Żołnierzy), która została krwawo stłumiona.

### II wojna światowa
Podczas II wojny światowej w Głogowie było sześć obozów pracy przymusowej, obóz przejściowy dla uprowadzonych polskich dzieci przeznaczonych do germanizacji i obóz przejściowy dla Polaków przeniesionych z Dulagu 121 w Pruszkowie po powstaniu warszawskim, a na Paulinowie był podobóz pracy przymusowej więzienia dla nieletnich w Wołowie.
Krótko przed końcem wojny Głogów został ogłoszony twierdzą. Sześciotygodniowe oblężenie miasta trwające od 11 lutego do 1 kwietnia 1945 roku i związana z tym dłudotrwała wymiana ognia między wojskami niemieckimi a Armią Czerwoną doprowadziła miasto do ruiny, powodując zniszczenie ponad 95% zabudowy. Stare Miasto legło w gruzach. Zburzona została m.in. XV-wieczna kolegiata pw. Najświętszej Marii Panny. Ku czci żołnierzy radzieckich – zdobywców miasta w okresie Polski Ludowej wystawiono pomnik na Placu Słowiańskim.

### Głogów z powrotem w Polsce

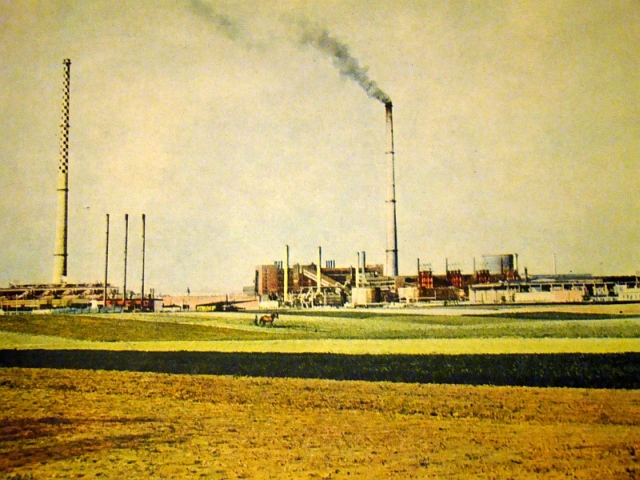
Huta miedzi w latach 1970-tych

Głogów latem 1945 roku został przekazany przez radziecką komendanturę wojskową pod polską administrację. W wyniku postanowień konferencji jałtańskiej miasto zostało przyłączone do Polski i w maju 1945 r. przybyli do Głogowa pierwsi podrugowojenni osadnicy, którzy zastali jedynie ruiny i zgliszcza. Odbudowa miasta nie została dokończona do dziś. Znaczącą zmianą w mieście stało się odkrycie w tej części województwa rud miedzi. Gwałtownemu przeobrażeniu i rozwojowi Głogów uległ dopiero po decyzji o budowie huty miedzi, zapoczątkowanej w 1967 r. Huta jest wciąż największym zakładem przemysłowym miasta. 14.12.1984 r. Głogów przyjęto w skład Komitetu Miast Męczeńskich, Miast Pokoju.
Od 1945 do 1950 Głogów należał do województwa wrocławskiego, zaś w 1950 włączony został do nowo powstałego województwa zielonogórskiego. Od 1975 do 1998 należał do województwa legnickiego. Do województwa dolnośląskiego należy od reformy administracyjnej w 1999.
Miasto Głogów odznaczono:
- 22.05.1976 r. – Krzyżem Komandorskim z Gwiazdą Orderu Odrodzenia Polski
- 7.04.1969 r. – Odznaką „Za Zasługi dla Województwa Zielonogórskiego”
- 20.07.1982 r. – Złotą Odznaką „Budowniczy LGOM”
- 21.07.1984 r. – Odznaką „Za Zasługi dla Województwa Legnickiego”[47].

## Symbole Głogowa

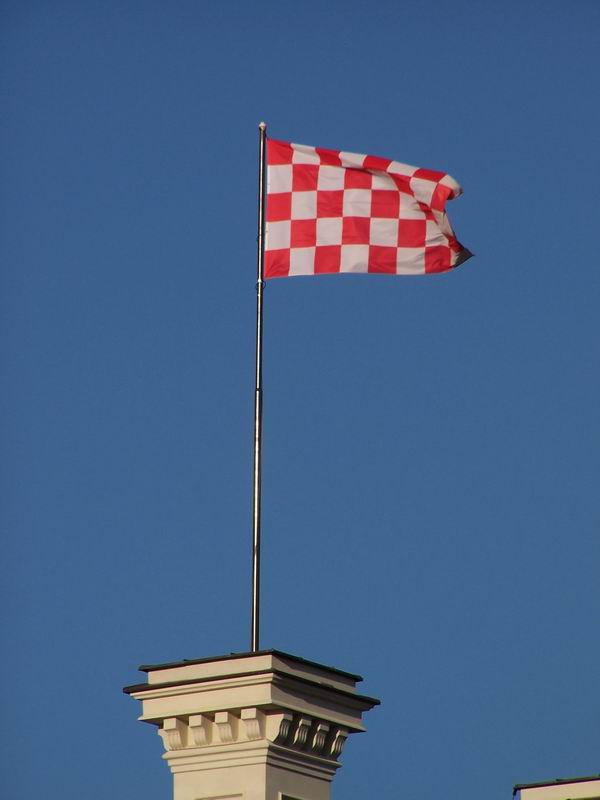
Flaga Głogowa na ratuszu

- Flaga Głogowa i barwy Głogowa – Barwami Miasta Głogowa są biel i czerwień. Flagą miasta jest szachownica w kolorach białym i czerwonym o kształcie prostokątnym i liczbie pól 8 × 5. Stosunek szerokości flagi do jej długości wynosi 5:8.
- Herb Głogowa – Herb przedstawia tarczę dzieloną w krzyż prosty na cztery pola, z małą centralną tarczą, na której pośrodku widnieje złoty inicjał „G” na czerwonym tle. Pierwsze pole tarczy jest niebieskie i przedstawia Madonnę w koronie trzymającą berło i Dzieciątko stojąc na srebrnym półksiężycu. Całość w aureoli promienistej koloru złotego. W drugim polu znajduje się na złotym tle śląski czarny orzeł bez korony, z rozpostartymi skrzydłami. W poprzek na piersi orła widnieje srebrny półksiężyc, na nim krzyż. Trzecie pole czerwone, na nim czarny łeb bawołu zwrócony do przodu. Czwarte pole niebieskie, na nim kruk siedzący na złotej gałęzi z trzema sękami. Kruk skierowany do wewnątrz.
- Hejnał – Hejnał Głogowa został skomponowany przez Kazimierza Walendzika w 1978 r.

## Gospodarka

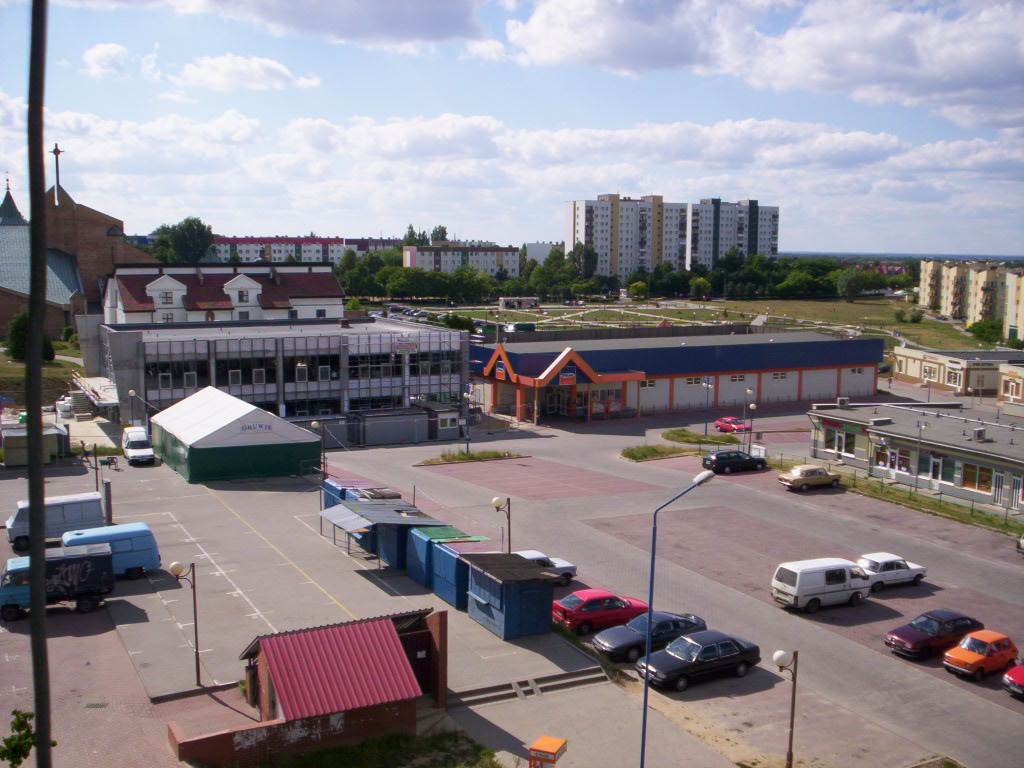
Pawilony handlowe i targowisko na osiedlu Kopernik

Gmina Miejska Głogów zalicza się do miast o wyraźnie rozwiniętej funkcji przemysłowej, jest jednym z centralnych miast Legnicko-Głogowskiego Okręgu Miedziowego. Głównym sektorem gospodarki jest hutnictwo miedzi. Potencjał ekonomiczny skupiony jest przede wszystkim w jednym przedsiębiorstwie – Hucie Miedzi Głogów.
Sami mieszkańcy przejawiają dużą przedsiębiorczość. Świadczy o tym liczba podmiotów gospodarczych zarejestrowanych w mieście. Obecnie jest ich około 7 tys. Dominują branże związane z handlem, obsługą nieruchomości, budownictwem, produkcją i transportem. Najwięcej ludzi pracuje w przemyśle, budownictwie, ochronie zdrowia, handlu i usługach.
Władze lokalne uchwaliły, iż celem strategicznym jest zapewnienie jak najlepszych warunków do zwiększania aktywności gospodarczej w Głogowie poprzez oferowanie korzyści dla inwestorów lokujących działalność gospodarczą na terenie miasta. Jedną z metod stwarzania przez samorządy lokalne zachęt dla inwestorów są ulgi i zwolnienia z podatków lokalnych.
Stąd też Rada Miejska w Głogowie w kwietniu 1999 r. wprowadziła zwolnienie z podatku od nieruchomości dla nowo powstałych podmiotów gospodarczych, prowadzących działalność produkcyjną lub usługową. Główne cele jakie Zarząd Miasta chce osiągnąć poprzez wprowadzenie ulg podatkowych, to:
- zmiana struktury gospodarczej,
- ożywienie gospodarcze Głogowa,
- przyciągniecie kapitału inwestycyjnego do miasta,
- tworzenie nowych miejsc pracy[48][49].

W marcu 2008 utworzona została w Głogowie Podstrefa Legnickiej Specjalnej Strefy Ekonomicznej o powierzchni 14,5 ha.

## Transport
Głogów jest węzłem komunikacyjnym, gdzie krzyżują się szlaki komunikacji drogowej, kolejowej oraz rzecznej.

### Transport drogowy
Przez Głogów przebiega droga krajowa nr 12 relacji Łęknica – Żary – Głogów – Leszno – Kalisz – Radom – Lublin – Berdyszcze (Dorohusk). Biegnie ona w Głogowie przez drugie pod względem wielkości w Europie rondo oraz przez jedyny w promieniu kilkudziesięciu kilometrów most na Odrze.
W mieście krzyżuje się kilka dróg wojewódzkich:
- nr 292
- nr 319
- nr 329

### Transport kolejowy

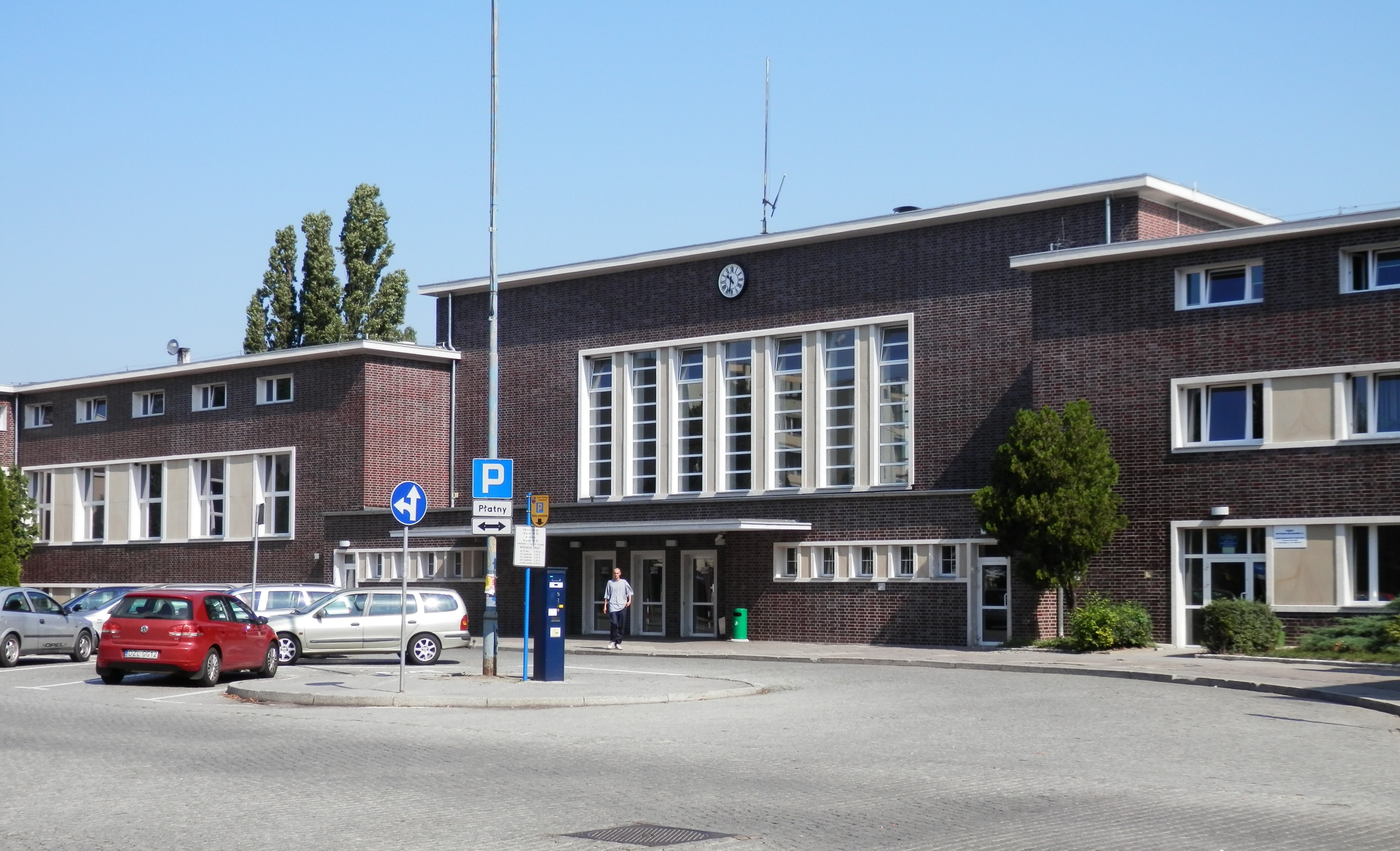
Dworzec kolejowy

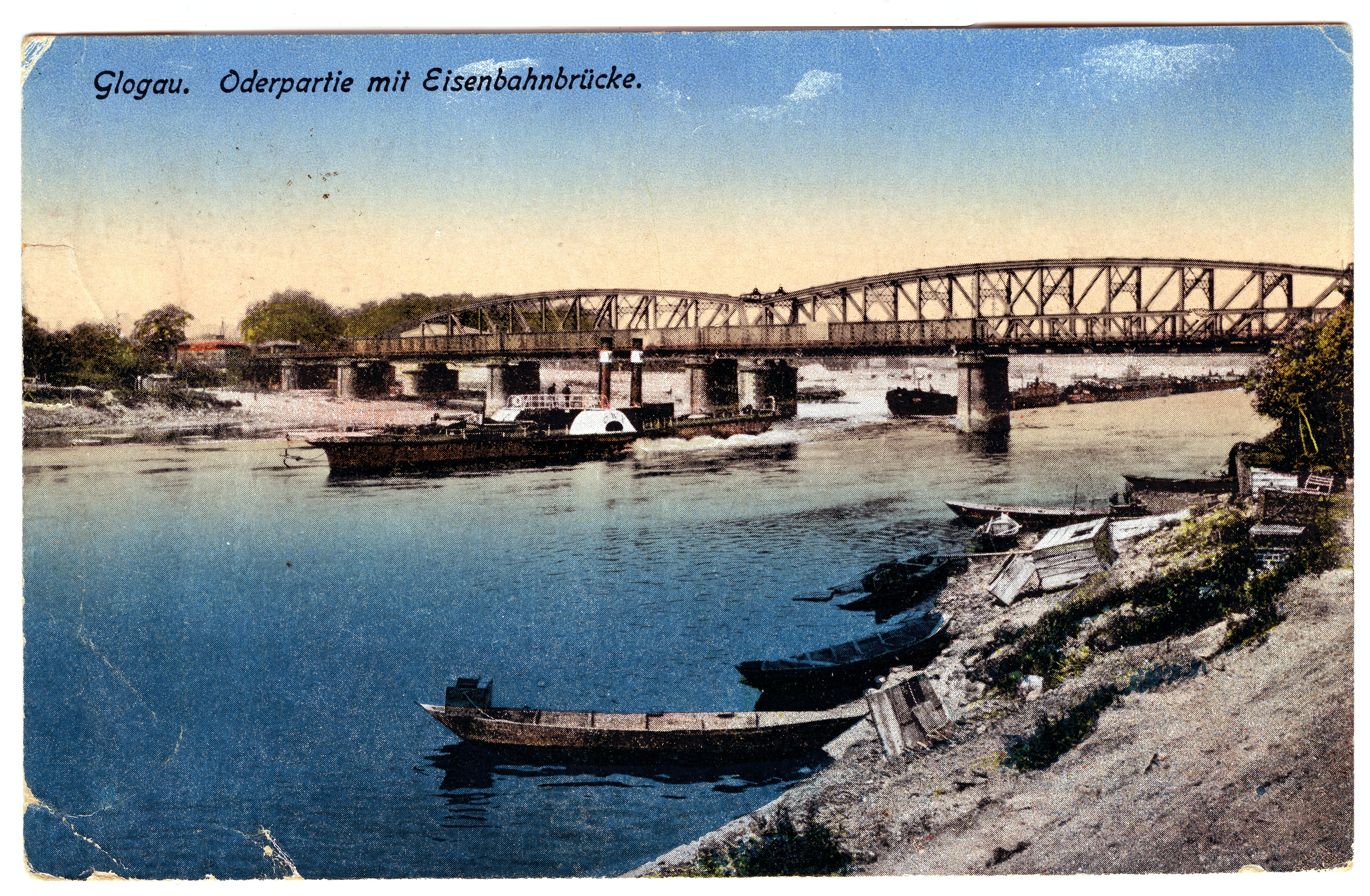
Most kolejowy w Głogowie na pocztówce wysłanej w 1918 r.

Najważniejszą linią przebiegającą przez Głogów jest linia międzynarodowa C-E 59, relacji Szczecin – Głogów – Wrocław – południe Europy. Jej najważniejszy, 2-torowy, zelektryfikowany odcinek Szczecin – Wrocław (linia kolejowa nr 273) posiada długość 356 km (do Głogowa kolej doprowadzono w październiku 1846). Drugą linią jest linia kolejowa nr 14, prowadząca z Żar przez Wschowę do Leszna. Linia ta na odcinku Głogów – Żagań jest aktualnie wyłączona z ruchu pasażerskiego.
W granicach administracyjnych miasta znajdują się cztery czynne stacje kolejowe:
- stacja Głogów – główny dworzec kolejowy miasta i regionu,
- stacja Głogów Huta,
- stacja Krzepów,
- stacja Głogów Wróblin (dawniej Wróblin Głogowski).

Transport pasażerski odbywa się głównie przez stacje Głogów oraz Krzepów. Pozostałe dwie stacje są obecnie powoli wycofywane z użycia.
Głogów posiada regularne połączenia kolejowe z takimi miastami jak: Wrocław, Zielona Góra, Lubin, Legnica, Leszno, Opole, Katowice, Sosnowiec, Kraków, Włoszczowa, Kielce, Skarżysko-Kamienna, Radom, Nałęczów, Lublin, Warszawa, Łódź oraz połączenia kolejowe międzynarodowe m.in. do Budapesztu i Berlina.

### Transport rzeczny
Głogów położony jest nad rzeką Odrą. Wzdłuż rzeki, na terenie miasta znajdują się dwa porty: port katedralny oraz port zimowy.

### Transport osobowy
Głównym podmiotem realizującym autobusowe połączenia międzymiastowe jest głogowska firma Intertrans PKS S.A. Firma ta obsługuje około 90 linii regularnych oraz kilkanaście linii specjalnych. Miasto posiada połączenia m.in. z Częstochową, Gorzowem Wielkopolskim, Kaliszem, Karpaczem, Poznaniem, Warszawą i Wałbrzychem. Usługi z zakresu komunikacji międzymiastowej oferują ponadto prywatni przewoźnicy. Głogów w tym zakresie posiada połączenia z takimi miejscowościami jak: Legnica, Lubin, Polkowice, Sława, Wschowa, Leszno, Poznań, Góra i Rawicz.

### Komunikacja miejska

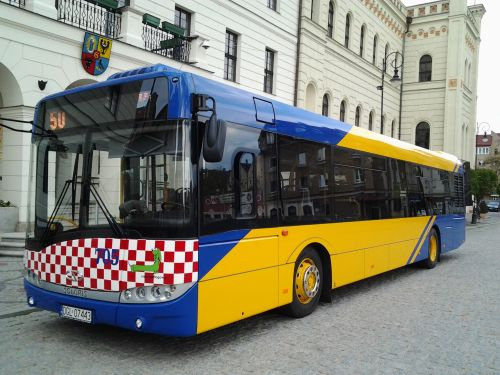

Miejską komunikacją publiczną na terenie miasta zajmuje się spółka miejska Komunikacja Miejska Sp. z o.o. Spółka obsługuje 12 linii, w tym 4 podmiejskie (linia: 2, 4, 5 i 11, kursujące m.in. do Jaczowa, Jerzmanowej, Smardzowa, Kurowic, Modłej, Łagoszowa czy Szczyglic) we współpracy z gminami ościennymi. Ponadto w Głogowie działa wiele korporacji taksówkarskich.

### Transport lotniczy
W 2012 obok Głogowskiego Szpitala Powiatowego przy ul. Kościuszki otwarto sanitarne lądowisko.

### Turystyka
Przez miasto przebiega Wielkopolska Droga św. Jakuba i Dolnośląska Droga św. Jakuba – odcinek szlaku pielgrzymkowego do grobu św. Jakuba w Santiago de Compostela w Hiszpanii.

## Oświata
Głogów jest ważnym regionalnym ośrodkiem naukowym. Mieści się tu wiele szkół ponadgimnazjalnych oraz policealnych. Działa jedyne w zachodniej Polsce szkolne obserwatorium astronomiczne. Rozwija się szkolnictwo wyższe, zarówno na studiach dziennych, zaocznych oraz podyplomowych. W Głogowie funkcjonuje 13 przedszkoli publicznych i 4 przedszkola niepubliczne m.in. „Promyk” i „Jarzębinka”.
Lista szkół w Głogowie:
Szkoły podstawowe:
- Szkoła Podstawowa nr 2, Aleja Wolności 74
- Szkoła Podstawowa nr 3 im. Noblistów Polskich, Plac Mieszka I 22
- Szkoła Podstawowa nr 6 im. Tadeusza Kościuszki, ul. Kościuszki 18
- Szkoła Podstawowa nr 7 im. Stanisława Staszica, ul. Daszyńskiego 11
- Szkoła Podstawowa nr 8 z Oddziałami Integracyjnymi im. Jana z Głogowa, ul. Morcinka 2
- Szkoła Podstawowa nr 9 im. Polskich Odkrywców, ul. Niedziałkowskiego 10
- Szkoła Podstawowa nr 10 im. Mikołaja Kopernika, ul. Andromedy 62
- Szkoła Podstawowa nr 11 im. Polskich Olimpijczyków, ul. Gwiaździsta 2
- Szkoła Podstawowa nr 12 im. Kawalerów Orderu Uśmiechu, ul. Gomółki 43
- Szkoła Podstawowa nr 13 im. Orląt Lwowskich, ul. Akacjowa 10
- Szkoła Podstawowa nr 14 im. Henryka III Głogowskiego, ul. Królewska 12
- Szkoła Podstawowa Aslan, ul. Piotra Skargi 5[51]

Szkoły ponadpodstawowe:

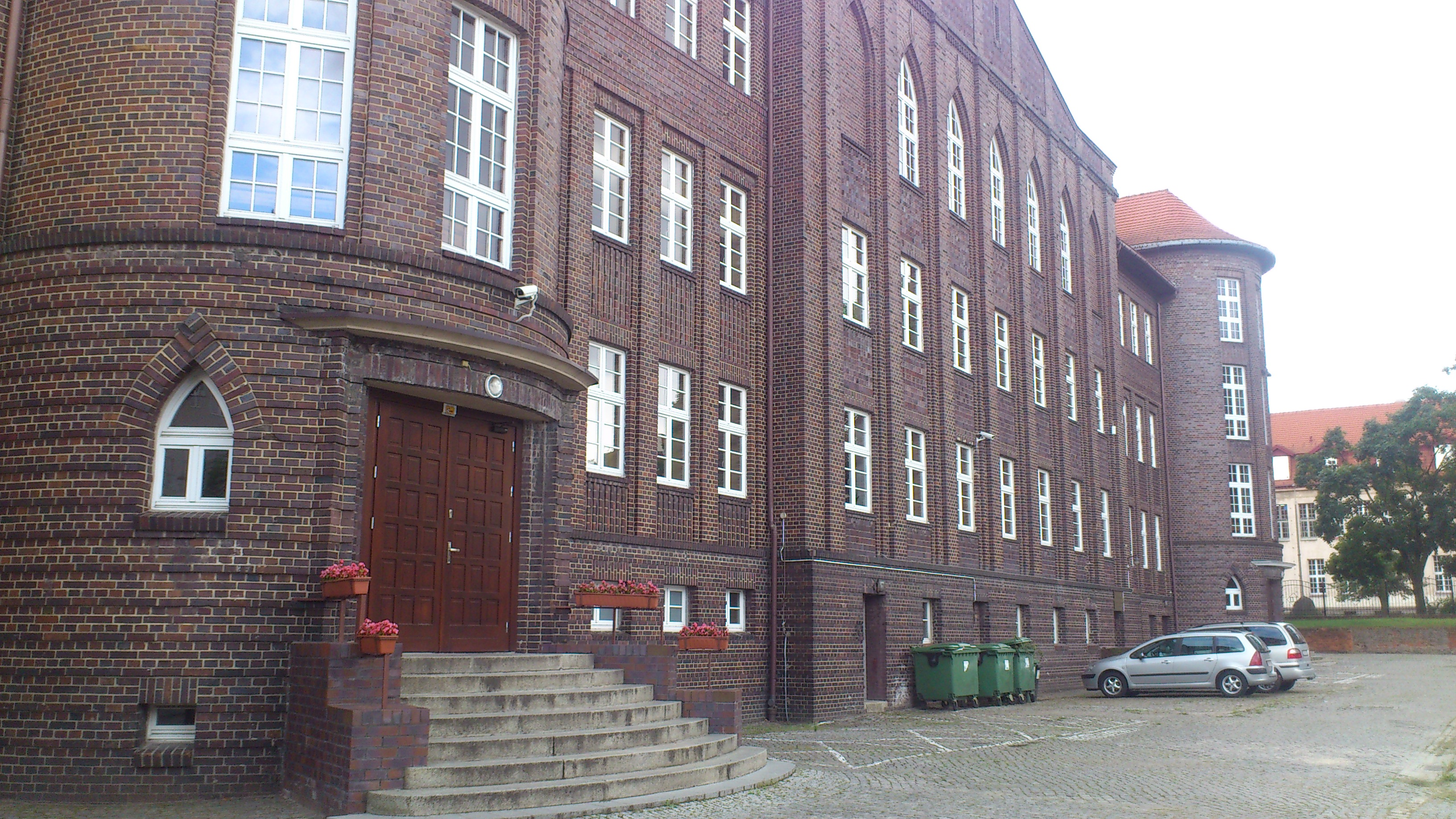
I Liceum Ogólnokształcące im. Bolesława Krzywoustego

- I Liceum Ogólnokształcące im. Bolesława Krzywoustego, ul. Jedności Robotniczej 10
- II Liceum Ogólnokształcące im. Mikołaja Kopernika, ul. Daszyńskiego 15
- III Liceum Ogólnokształcące im. Bohaterów Westerplatte, ul. Wita Stwosza 3
- Zespół Szkół Technicznych i Ogólnokształcących, ul. Perseusza 5
- Technikum nr 6 w Głogowie „Przyrodnicza”, ul. Folwarczna 55
- Zespół Szkół im. Jana Wyżykowskiego, ul. Wita Stwosza 3a
- Zespół Szkół Ekonomicznych im. Jana Pawła II, ul. K. Miarki 1
- Zespół Szkół Samochodowych i Budowlanych im. Leonarda da Vinci, ul. Piastowska 2a
- Zespół Szkół Politechnicznych, Plac Jana z Głogowa 7.

Szkoły artystyczne:

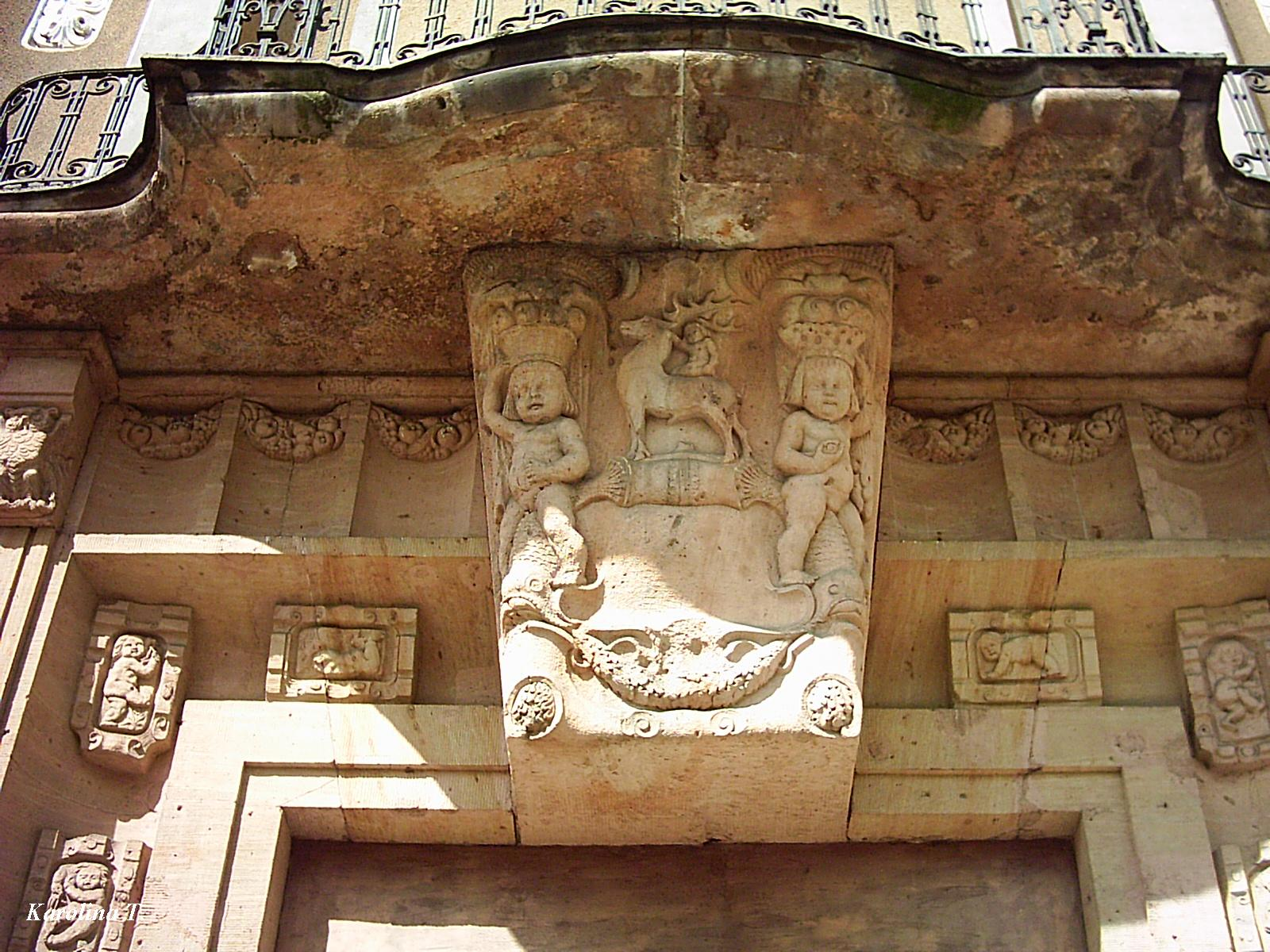
Zespół Szkół Politechnicznych – detal rzeźbiarski

- Państwowa Szkoła Muzyczna I i II stopnia im. Franciszka Liszta, ul. Jedności Robotniczej 14.

Szkoły policealne:
- Policealna szkoła CERTUS w Głogowie, ul. Obozowa 5
- Policealna Szkoła Biznesu, Plac Jana z Głogowa 7
- Szkoła PASCAL ul. Aleja Wolności 2

Uczelnie:
- Państwowa Wyższa Szkoła Zawodowa w Głogowie, ul. Piotra Skargi 5

## Zabytki
Do wojewódzkiego rejestru zabytków wpisane są obiekty:

### Budowle świeckie

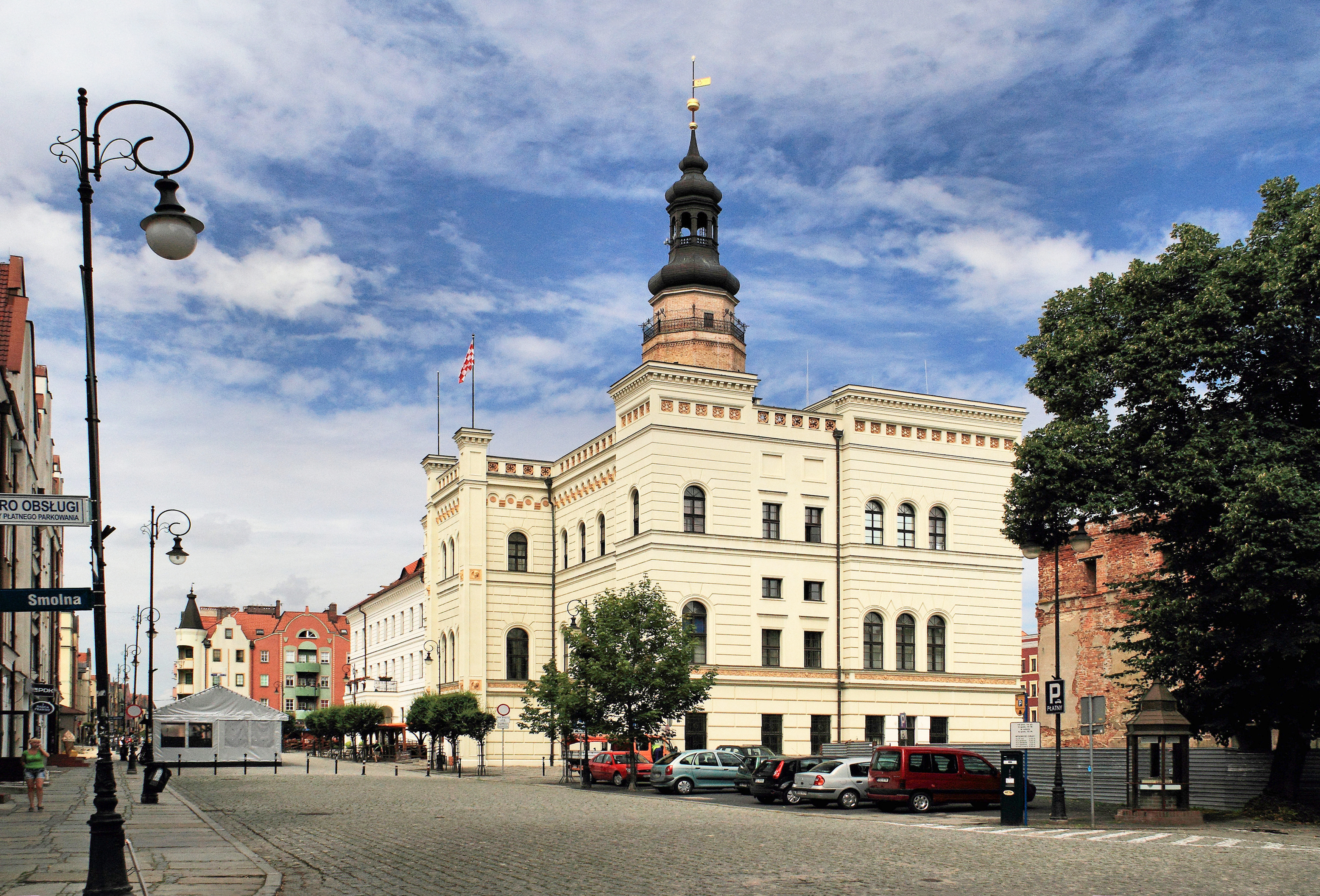
Ratusz

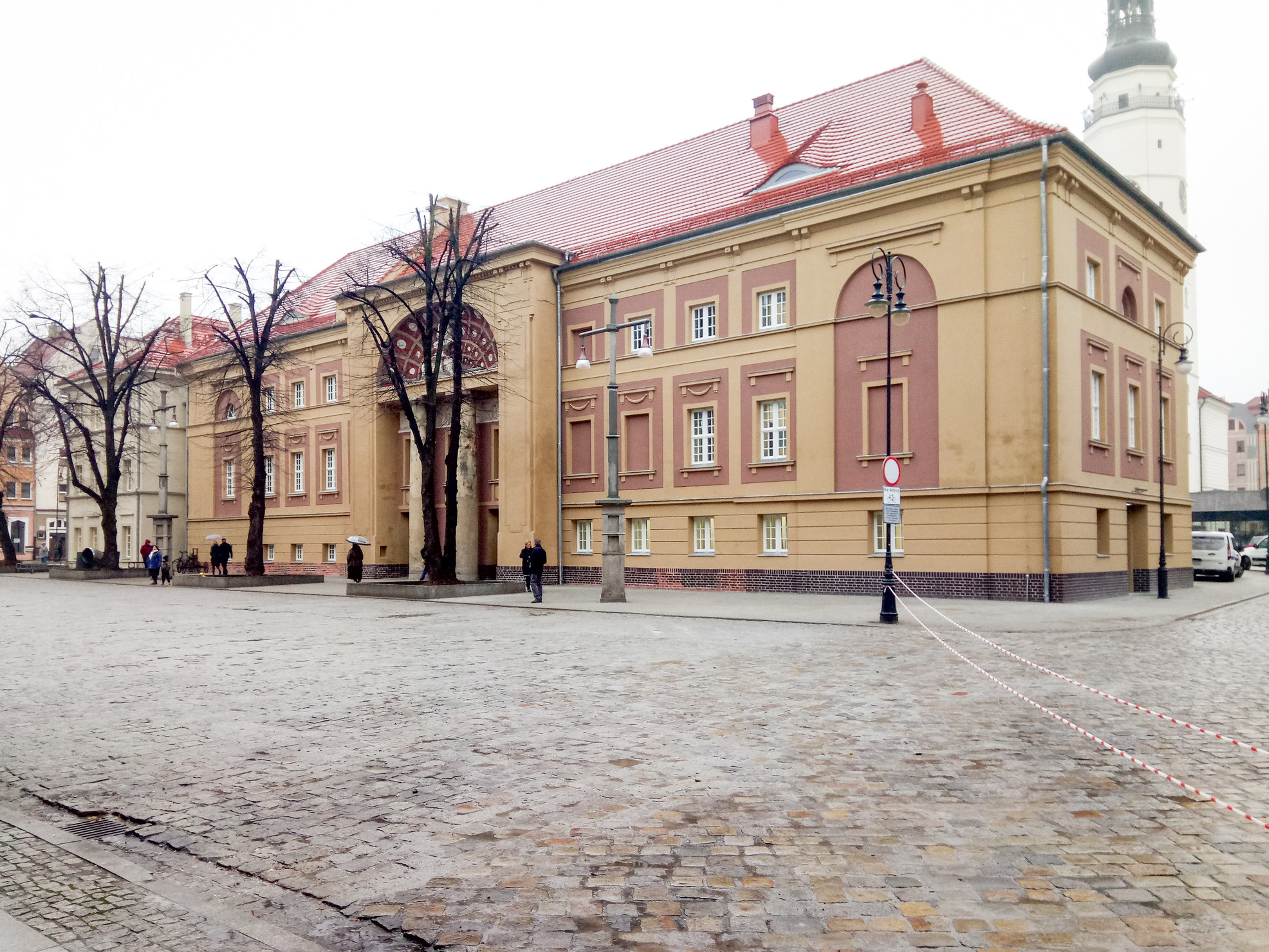
Teatr im. Andreasa Gryphiusa

- miasto – zespół urbanistyczno-krajobrazowy, z XIII w.
- Zamek Książąt Głogowskich (mieszczący Muzeum Archeologiczno-Historyczne) z XIII w., lata 1652–1669, XVIII w., po 1964 r.
- brama Szpitalna, z XIV w.
- fragmenty średniowiecznych murów miejskich, fortyfikacje nowożytne, mur.-ziem., ul. Wały Bolesława Chrobrego, 1657–1720
- fortyfikacje:
  - fort Gwiaździsty, ul. Rudnowska, z lat 1747–1749, lat 1870–1874
  - budynki forteczne, ul. Wały Bolesława Chrobrego:
    - blokhauz nr 1, z 1880 r.
    - blokhauz nr 2, z 1860 r.
- schron – szczelina przeciwlotnicza, ul. Bolesława Krzywoustego, z 1930 r.
- ratusz (obecnie siedziba samorządu miejskiego) z XV w., XIX w., z drugiej poł. XX w.
- Teatr im. Andreasa Gryphiusa z lat 1799–1801
- Sąd Rejonowy, ul. Kutrzeby 2, z 1908 r.

### Obiekty sakralne
istniejące:

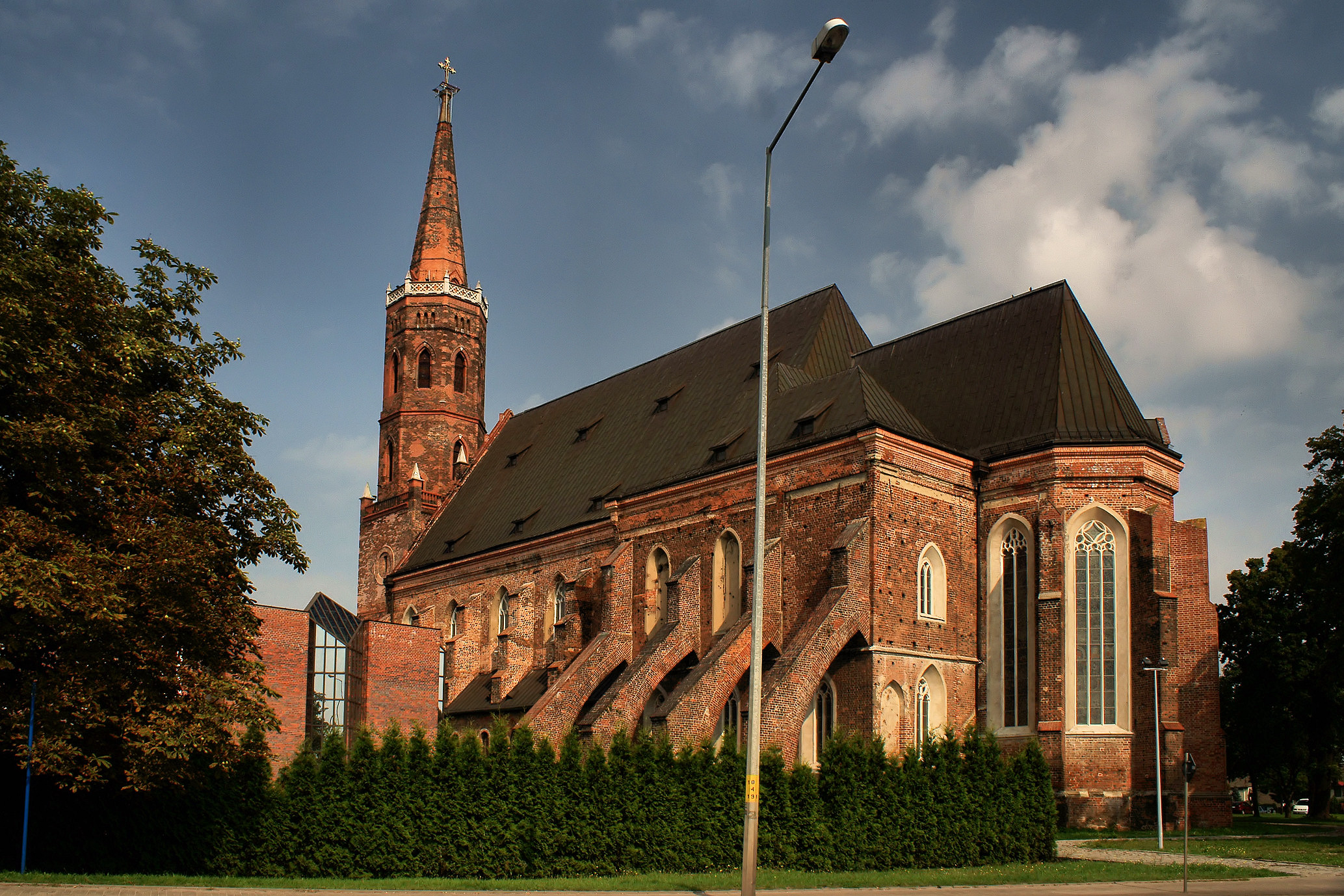
Kolegiata pw. Wniebowzięcia Najświętszej Maryi Panny na Ostrowie Tumskim

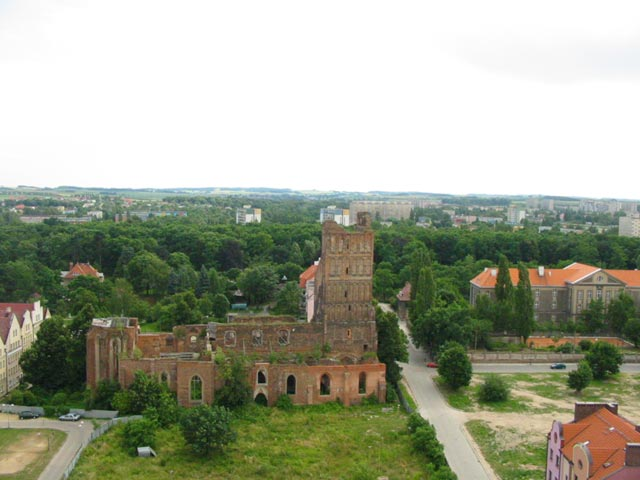
Ruiny kościoła św. Mikołaja

- kolegiata pw. WNMP na Ostrowie Tumskim, gotycka z 1260 r., XIX w., drugiej poł. XX w. (w odbudowie)
- kościół pw. św. Mikołaja, gotycki z XII w., XIV w., XVIII w. (ruiny)
- kościół ewangelicki pw. „Łódź Chrystusowa”, XVIII-wieczny (lapidarium)
- kościół klasztorny jezuitów pw. Bożego Ciała, późnobarokowy wraz ze szczątkiem jezuickiego kolegium z l. 1696–1710, l. 1960–64
- kościół św. Maksymiliana Marii Kolbego
- modernistyczny kościół św. Klemensa Dworzaka
- dom parafialny z kaplicą, ul. Staromiejska 17, z l. 1909–10
- kościół fil. św. Wawrzyńca, późnogotycki w Brzostowie z 1502 r., XVII w., 1804 r.
- cmentarz przy kościele, w Brzostowie
- kościół rzym.kat. par. pw. Najświętszego Serca Pana Jezusa, poewangelicki, neogotycki, ul. Kościelna 1, na osiedlu Krzepów, z l. 1910–11
- kaplica, obecnie kościół fil. pw. św. Heleny, na osiedlu Wróblin Głogowski, z 1810 r.
- dzwonnica, drewniana na osiedlu Wróblin Głogowski.

obiekty niezachowane:
- romański kościół św. Piotra (lapidarium pełniące funkcję pomnika Jana Pawła II)
- XIII-wieczny kościół i klasztor franciszkanów
- XV-wieczna kaplica św. Anny przy Kolegiacie
- XVIII-wieczny kościół garnizonowy
- XVII-wieczny Kościół Pokoju
- XV-wieczny kościół św. Krzyża
- XIX-wieczna synagoga (lapidarium).

### Inne obiekty
- Zespół Szkół Zawodowych
- XVII-wieczna fosa i dwa bastiony

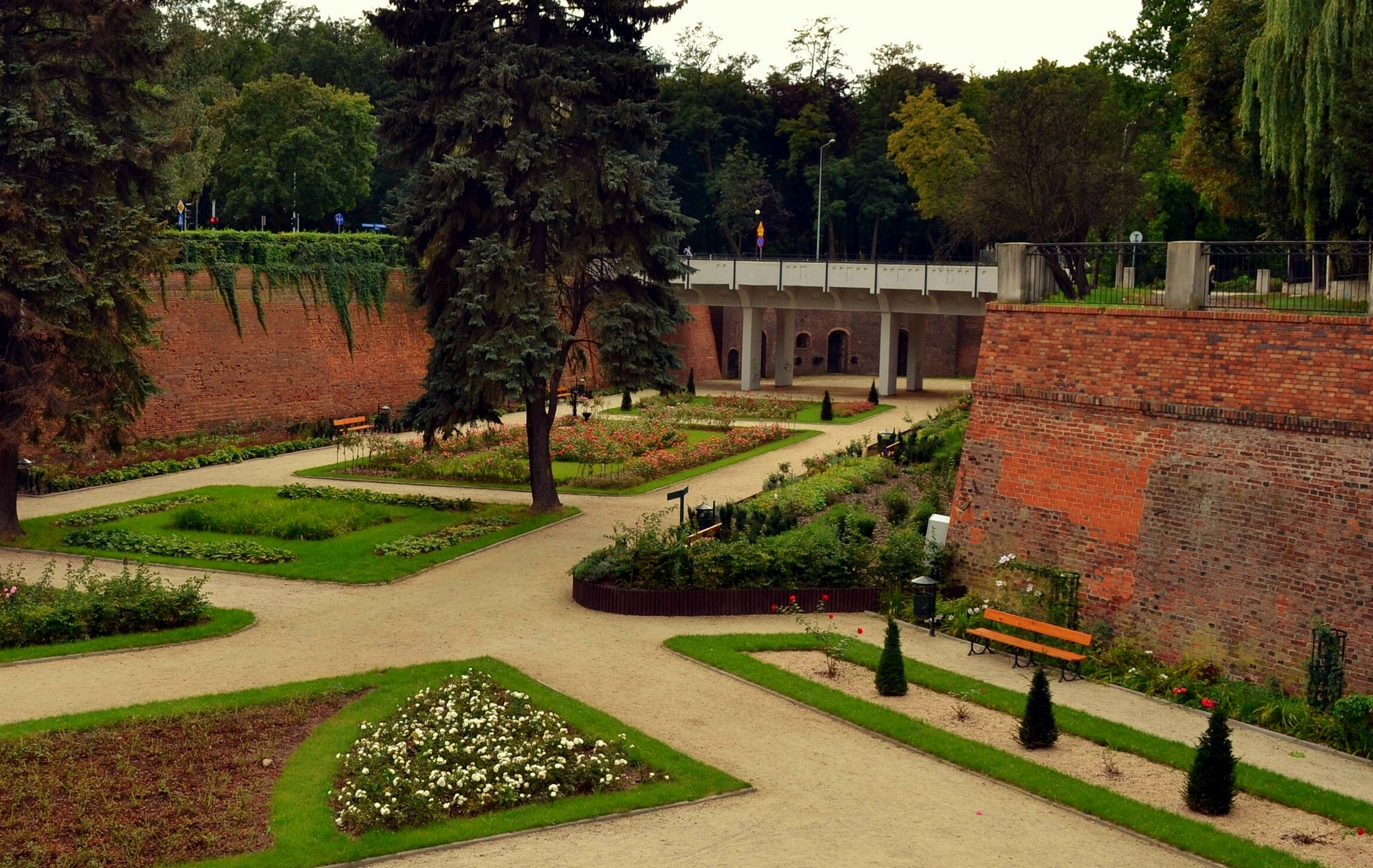
Głogów-fortyfikacje i XVII-wieczna fosa miejska

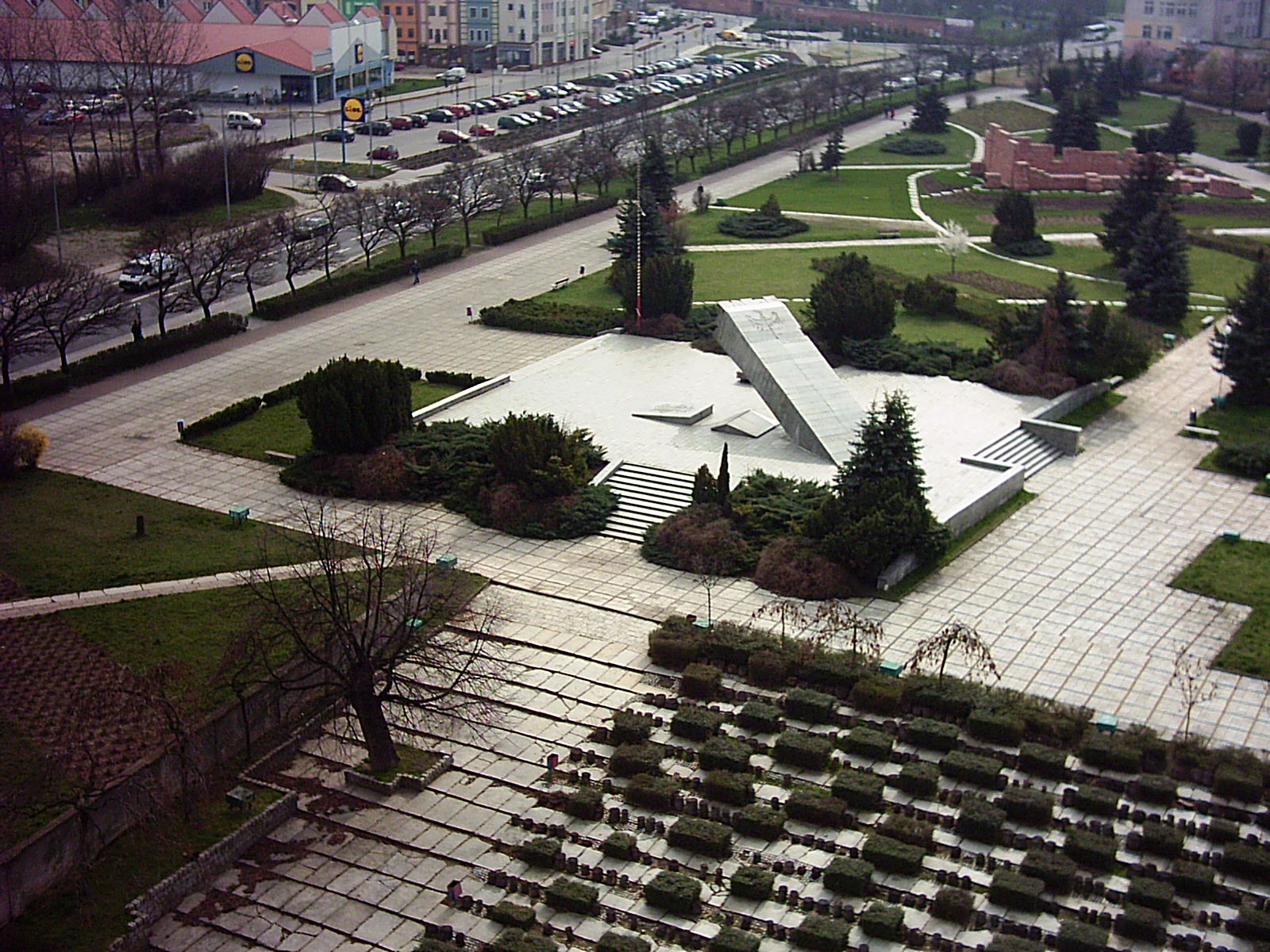
Pomnik Dzieci Głogowskich i tzw. Biblioteka Świętego Pielgrzyma widok z wieży zamku

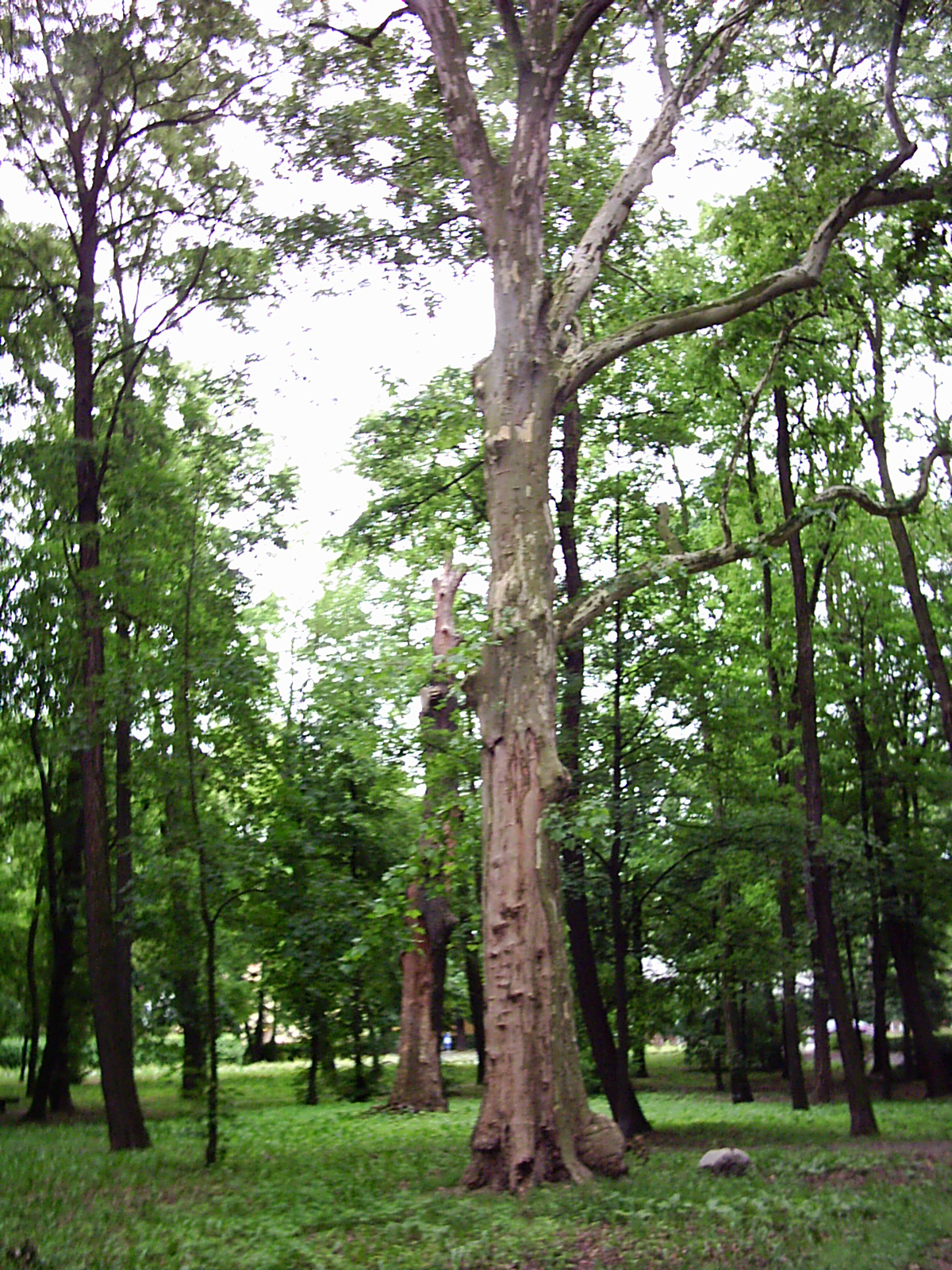
Park Leśny

- XIX-wieczna wieża „Turm Reduit” (tzw. „Barbakan”)
- XIX-wieczny fort „Luneta”

- pomniki i rzeźby plenerowe:
  - Wieża Bismarcka
  - Pawilon Goethego
  - Fontanna Reutera
  - Polskich i Niemieckich Ofiar Wojny
  - Koalicji Antyhitlerowskiej
  - Pomnik Dzieci Głogowskich
  - Jana z Głogowa
  - figura św. Jana Nepomucena
  - Biblioteka Świętego Pielgrzyma
  - pomnik „Ocalić od zapomnienia”, upamiętniający ofiary zbrodni katyńskiej i katastrofy polskiego Tu-154 w Smoleńsku[53]
  - Pomnik Podziemia Niepodległościowego wraz z popiersiami tworzącymi Aleję Pamięci Żołnierzy Wyklętych.
- place, parki:
  - Park Leśny
  - Park Nad Strumykiem
  - Park Paulinów
  - Park Południowy
  - Park Słoneczny
  - Park Słowiański
  - Park Zamkowy

Informację turystyczną na terenie miasta prowadzą: Centrum Informacji Turystycznej mieszczące się przy ul. Koszarowej 1 oraz Wydział Promocji Miasta – Ratusz – Rynek 10.

## Kultura i sztuka

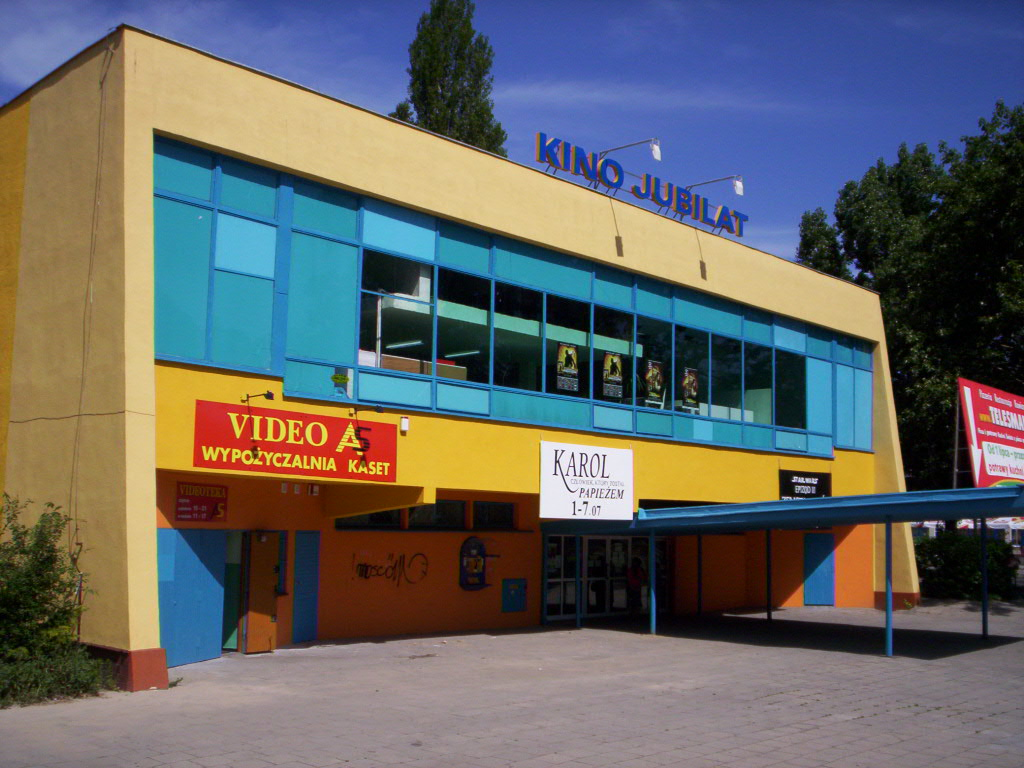
Kino „Jubilat”

### Imprezy kulturalne
Głogów jest miejscem wielu ważnych wydarzeń o charakterze kulturalnym, m.in.:
- Międzynarodowe Głogowskie Spotkania Jazzowe,
- koncerty w ramach festiwalu Wratislavia Cantans,
- Ogólnopolski Festiwal Chórów „Silesia Cantat” (wcześniej Zamkowe Spotkania Chóralne),
- Przegląd Kultury Polskiej „Kresy”,
- Mayday Rock Festiwal.
- Głogowskie Konfrontacje Literackie
- Głogowski Festiwal Szopek Bożonarodzeniowych

### Organizacje kulturalne

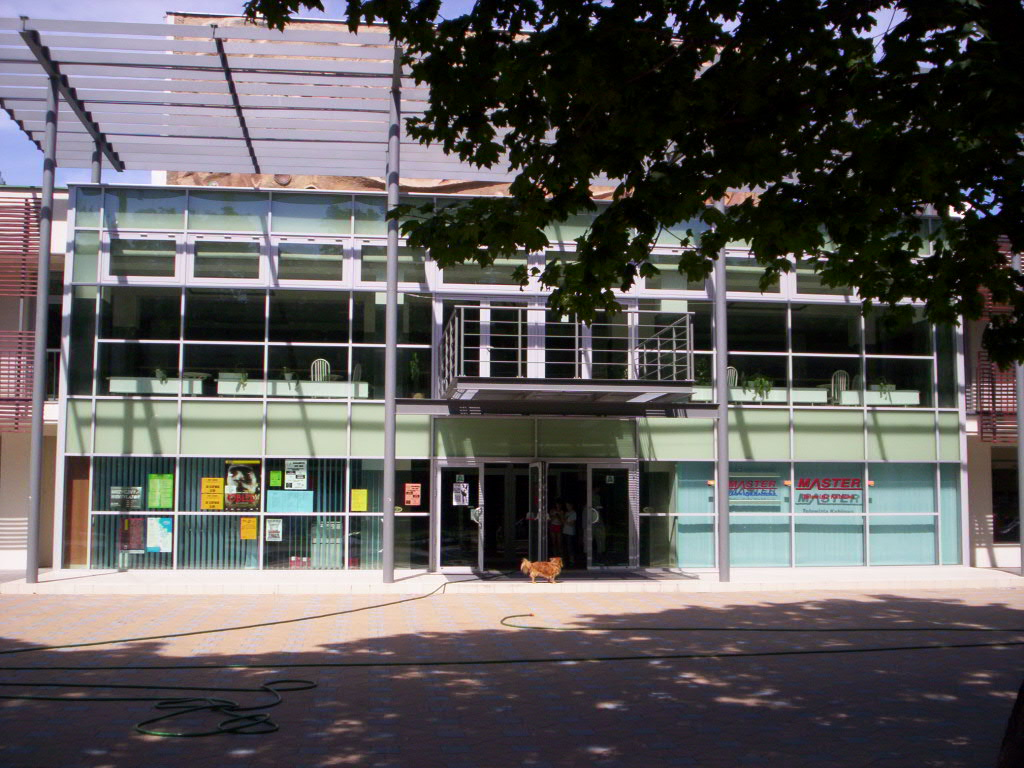
Miejski Ośrodek Kultury

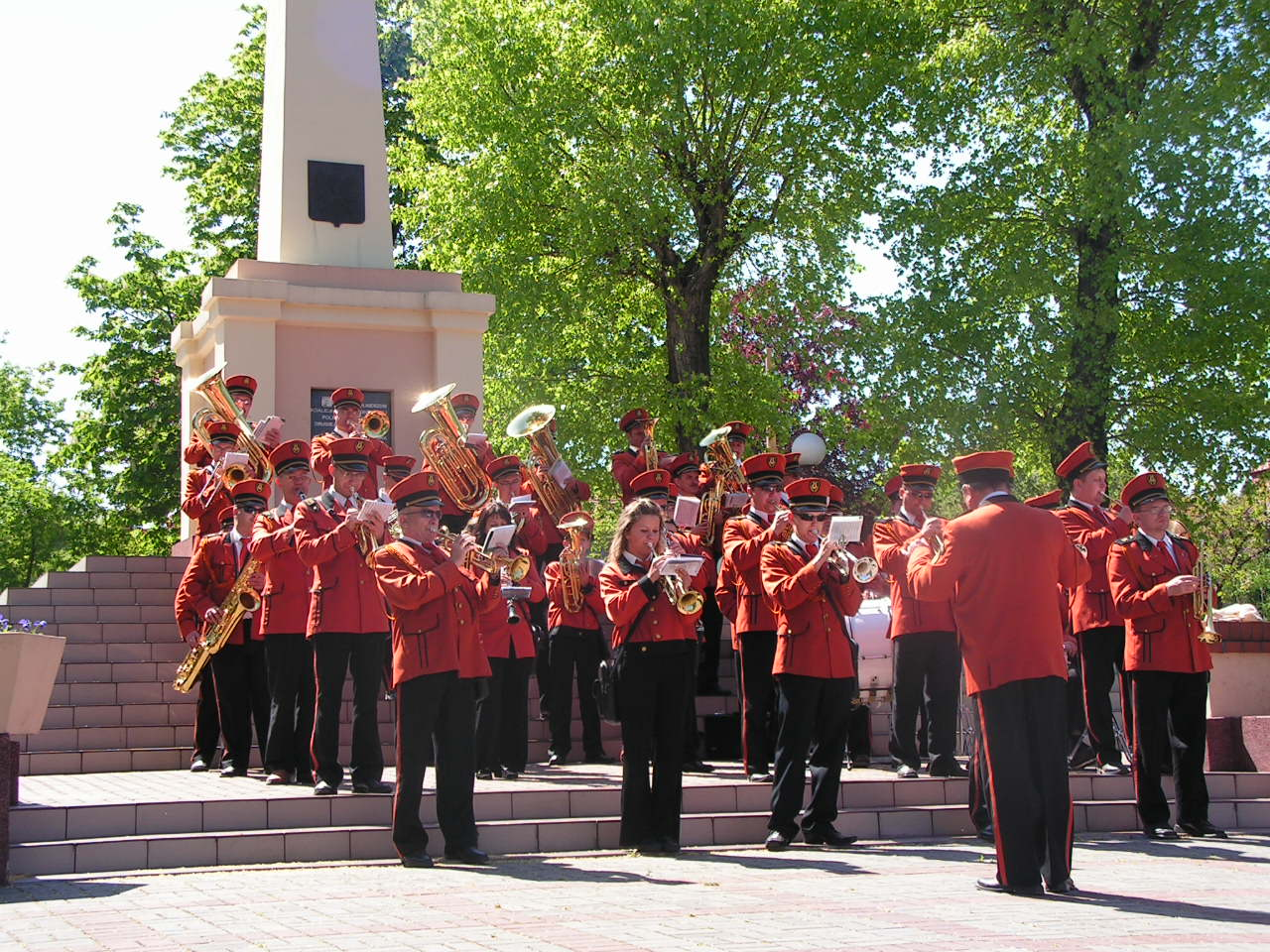
Orkiestra Zakładowa Huty Miedzi „Głogów”

Na terenie miasta działa wiele instytucji i stowarzyszeń upowszechniających kulturę i sztukę wśród mieszkańców miasta i regionu, a także reprezentujących miasto Głogów na arenie krajowej i międzynarodowej. Do najważniejszych podmiotów działających w sferze kultury, zaliczyć można:
- Miejski Ośrodek Kultury
- Miejska Biblioteka Publiczna
- Muzeum Archeologiczno-Historyczne
- Teatr Miejski im. Andreasa Gryphiusa
- Towarzystwo Ziemi Głogowskiej
- Stowarzyszenie „głogowianie”
- Państwowa Szkoła Muzyczna I i II stopnia im. Franciszka Liszta w Głogowie
- Głogowskie Stowarzyszenie Literackie
- Centrum Edukacji Kulturalnej i Artystycznej MAYDAY
- Stowarzyszenie „Chór Beati Cantores”
- Zakładowa Orkiestra Dęta „Huty Miedzi Głogów”
- Stowarzyszenie Wolnej Sztuki
- Zespół Tańca ludowego „Cis” przy Zespole Szkół Przyrodniczych
- Muzyczne Stowarzyszenie Ziemi Głogowskiej im. Estelli Wolańskiej
- Spółdzielczy Dom Kultury „PEGAZ”
- Fundacja Odbudowy Teatru im. Andreasa Gryphiusa w Głogowie
- Społeczne Ognisko Muzyczne
- Klub 4 Batalionu Inżynieryjnego (potocznie „Batalionowy”)
- Głogowski Klub Skuterów
- Bractwo Rycerskie Ziemi Głogowskiej.
- Stowarzyszenie Patriotyczny Głogów

Patronem miasta jest św. Mikołaj. Został on patronem miasta z chwilą powstania tu kościoła pw. św. Mikołaja (XIII w.). Przy głogowskiej kolegiacie łączą się dwa etapy szlaku pątniczego do grobu św. Jakuba w Santiago de Compostela w Hiszpanii: wielkopolski oraz dolnośląski.

## Religia

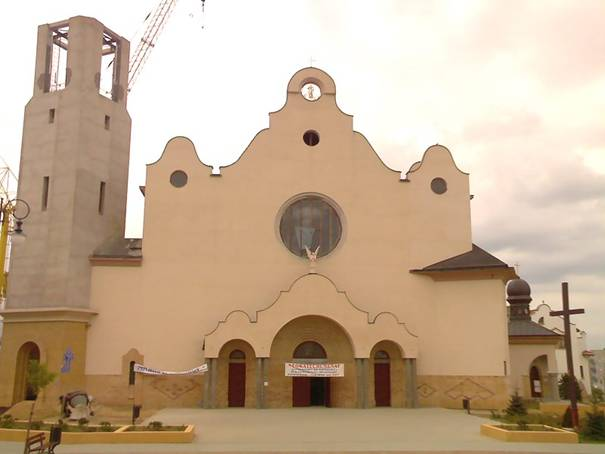
Kościół Miłosierdzia Bożego

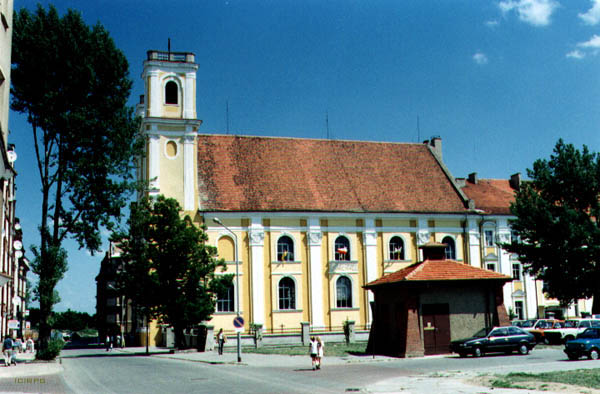
Kościół Bożego Ciała

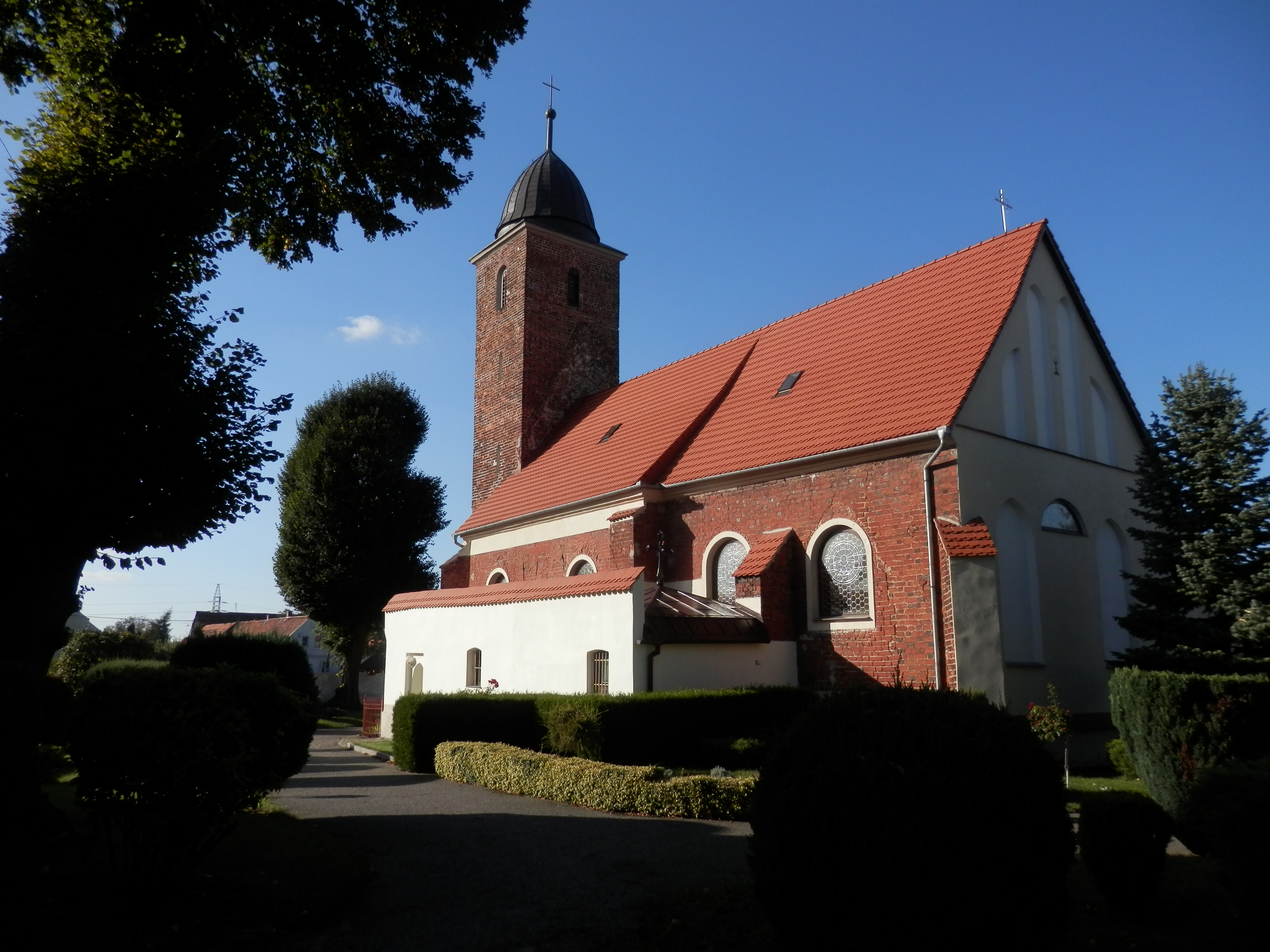
Kościół św. Wawrzyńca

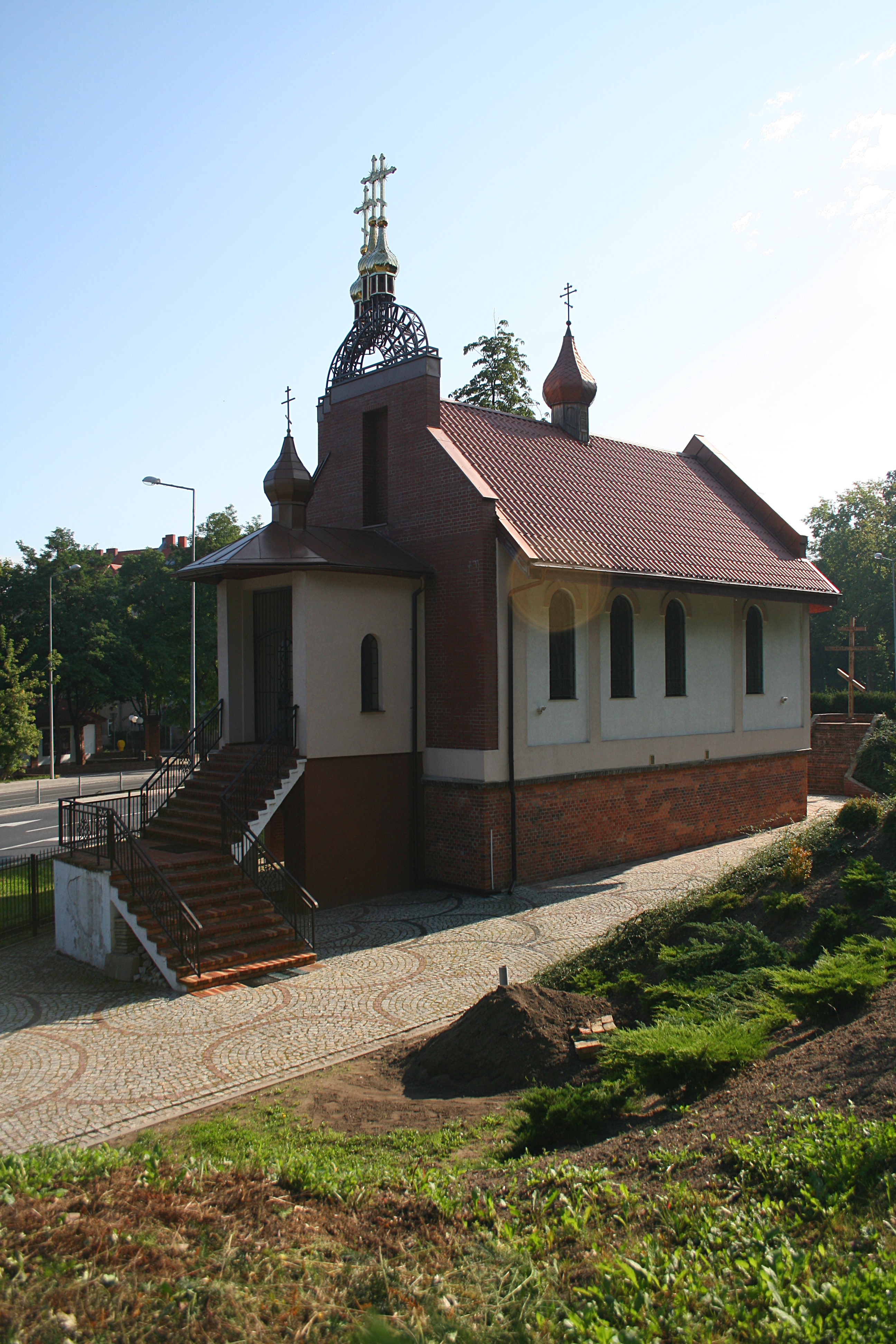
Cerkiew prawosławna św. Maksyma Gorlickiego

Na terenie Głogowa działalność religijna prowadzą następujące kościoły i wspólnoty:

### Buddyzm
- Buddyjski Związek Diamentowej Drogi Linii Karma Kagyu:
  - Buddyjski Ośrodek Medytacyjny w Głogowie[54]
- Szkoła Zen Kwan Um w Polsce:
  - Głogowska Grupa Zen[55]

### Chrześcijaństwo

#### Katolicyzm
- Kościół greckokatolicki:
  - parafia św. Michała Archanioła, ul. Staromiejska[56]
- Kościół rzymskokatolicki:
Głogów należy do metropolii szczecińsko-kamieńskiej oraz do diecezji zielonogórsko-gorzowskiej. Na terenie miasta znajdują się 2 dekanaty Kościoła rzymskokatolickiego: dekanat Głogów – NMP Królowej Polski i dekanat Głogów – św. Mikołaja[57][58]. Parafie na terenie Głogowa:
  - parafia św. Klemensa Dworzaka, ul. Sikorskiego (Śródmieście)[59]
  - parafia Najświętszej Maryi Panny Królowej Polski, Pl. Stefana Kardynała Wyszyńskiego (Osiedle Kopernik)[60]
  - parafia Miłosierdzia Bożego, ul. Królowej Jadwigi (Osiedle Piastów Śląskich)[61]
  - parafia katedralna Wniebowzięcia Najświętszej Maryi Panny, pl. Kolegiacki (Ostrów Tumski)[62]
  - parafia św. Maksymiliana Marii Kolbego, ul. Legnicka (Osiedle Kościuszki)[63]
  - parafia św. Mikołaja, ul. Powstańców Śląskich (Stare Miasto)[64]
  - parafia św. Wawrzyńca, ul. Okrężna (Brzostów)[65]
  - parafia Najświętszego Serca Jezusowego, ul. Kościelna (Osiedle Krzepów)[66]

#### Prawosławie
- Polski Autokefaliczny Kościół Prawosławny:
  - parafia św. Maksyma Gorlickiego, ul. Bolesława Krzywoustego[67]

#### Protestantyzm
- Kościół Chrystusowy w RP:
  - Społeczność Chrześcijańska w Głogowie, ul. Piastowska[68]
- Kościół Chrześcijan Baptystów:
  - zbór w Głogowie, ul. Chopina[69]
- Kościół Ewangelicko-Augsburski:
  - filiał w Głogowie parafii ewangelicko-augsburskiej w Legnicy, ul. Jedności Robotniczej[70]
- Kościół Zielonoświątkowy:
  - Zbór „Centrum Ewangelii”, ul. Mickiewicza[71]
  - Zbór „Dobra Nowina”, ul. Orzechowa[71]
  - Zbór „Słowo Życia”, ul. Budowlanych[71]

#### Restoracjonizm
- Kościół Boga Żywego, Będącego Wsparciem i Podporą Prawdy, Kościół Światło Świata:
  - parafia w Głogowie[72]
- Świadkowie Jehowy:
Główne miasto na terenie obwodu składającego się z 15 zborów[73]. W samym mieście funkcjonują 4 zbory (Południe, Północ, Wschód (w tym grupa rosyjskojęzyczna), Zachód) i dwie Sale Królestwa: ul. Lipowa 2 i ul. Mechaniczna 32 (z lat 1988–1990)[74]. W okresie zakazu działalności i prześladowań od 1950 roku głogowscy Świadkowie Jehowy organizowali w porze letniej w okolicy miasta coroczne leśne zgromadzenia, np. koło Głogówka, Jakubowa, Grochowic, Jerzmanowej. Drugi zbór w mieście powstał w 1973, kolejne w latach późniejszych. W 1994 na terenie miasta działało 530 głosicieli[73].

## Sport

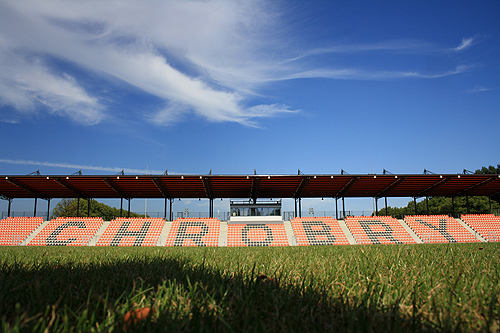
Stadion Chrobrego Głogów

### Piłka nożna
W mieście swoją siedzibę ma powstały w 1946 roku „Chrobry” Głogów, którego sukcesami są m.in. 6. miejsce w I lidze, gra w barażach o Ekstraklasę oraz 1/2 finału Pucharu Polski. Klub rozgrywa domowe mecze na Stadionie Miejskim przy ul. Wita Stwosza 3 w Głogowie.

### Piłka ręczna
W Głogowie mieści się siedziba Chrobry Głogów (piłka ręczna), zespół rozgrywa mecze w Superliga polska w piłce ręcznej mężczyzn. Klub rozgrywa domowe spotkania na Hali widowiskowo-sportowej im. Ryszarda Matuszaka w Głogowie.

## Media
W Głogowie działają:
- Rozgłośnie radiowe
  - Radio Elka Głogów – 89,6 FM
  - Radio Plus Głogów – 107,3 FM
- Prasa:
  - Tygodnik Głogowski
  - Głos Głogowa – Tygodnik Lokalny
  - Głogowiak Extra
  - Gazeta Wrocławska
- Telewizja:
  - TV Master – program lokalny w sieci telewizji kablowej dawniej: TV GŁOGOWSKA
- Portale:
  - myglogow.pl
  - glogow.naszemiasto.pl
  - miedziowe.pl

## Współpraca międzynarodowa
Dzięki aktywnej współpracy głogowskiego samorządu, szkół, stowarzyszeń oraz wielu głogowian z podobnymi podmiotami w miastach partnerskich, Głogów został wyróżniony przez Radę Europy:
- Dyplomem Rady Europy (1998),
- Honorową Flagą Rady Europy (2000),
- Honorową Plakietą Rady Europy (2003).

Miasta partnerskie:(w nawiasie podany jest rok rozpoczęcia współpracy z danym miastem)
- Eisenhüttenstadt – Niemcy (1972)
- Middelburg – Holandia (1990)
- Laholm – Szwecja (1994)
- Langenhagen – Niemcy (1996)
- Okręg Amber Valley – Wielka Brytania (1999)
- Kamieniec Podolski – Ukraina (2004)
- Riesa – Niemcy (2005)